# Cuisine néerlandaise
 (avril 2015).
Si vous disposez d'ouvrages ou d'articles de référence ou si vous connaissez des sites web de qualité traitant du thème abordé ici, merci de compléter l'article en donnant les références utiles à sa vérifiabilité et en les liant à la section « Notes et références ».

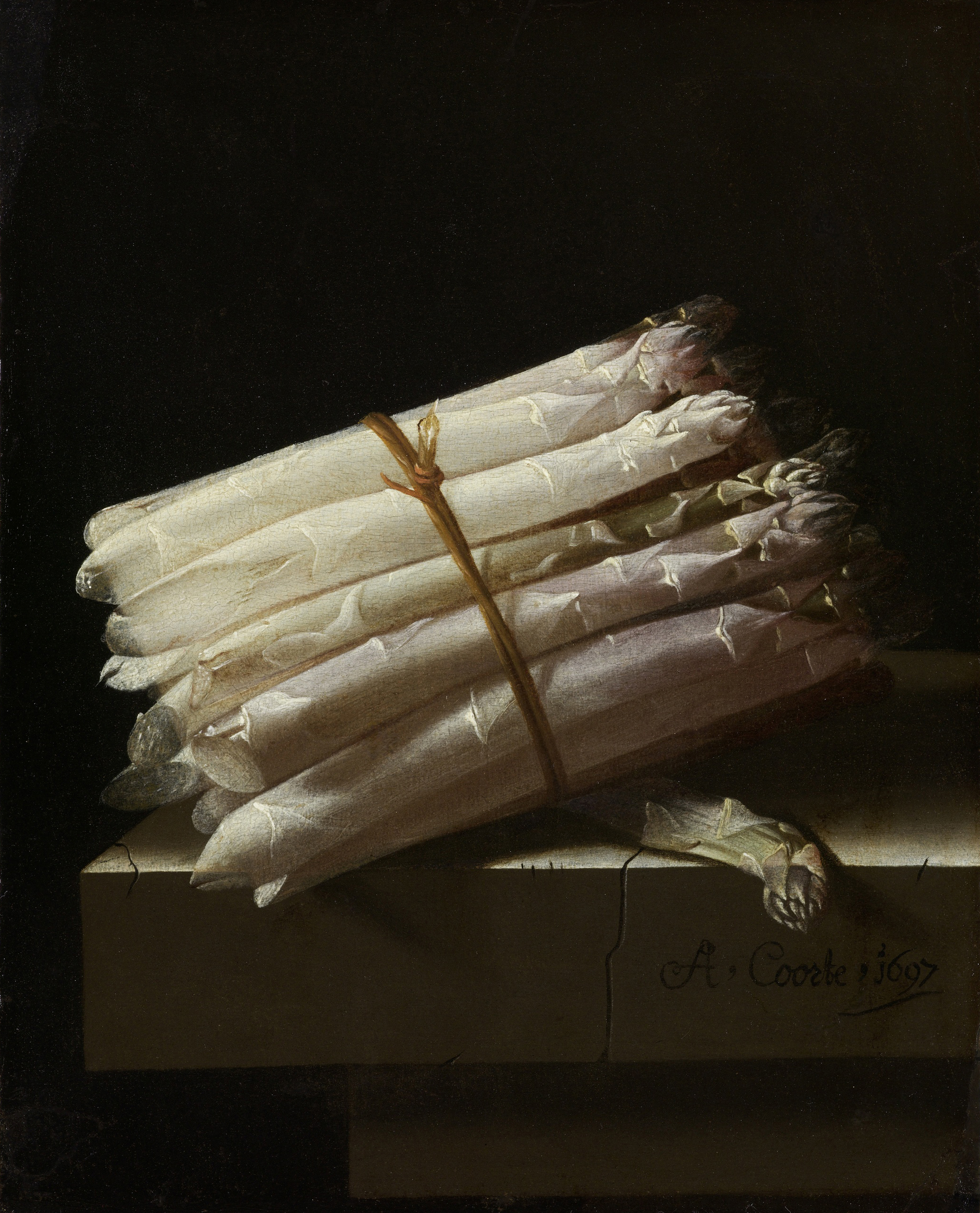
Asperges Adriaen Coorte (1697)

La cuisine néerlandaise est particulièrement inspirée par le passé agricole des Pays-Bas. Bien que la cuisine varie selon les régions avec des produits spécifiques, il existe un certain nombre de plats et ingrédients typiquement néerlandais. Les plats et repas néerlandais sont souvent nutritifs et copieux car ils sont adaptés au travail qui fut essentiellement physique dans le passé aux Pays-Bas. Le pays est réputé pour ses nombreuses variétés de fromages (edam, gouda…). La cuisine néerlandaise accorde une place importante aux légumes par rapport à la viande comme dans la plupart des cuisines d'Europe du Nord.
La cuisine néerlandaise est ouverte aux influences extérieures. À l'époque coloniale, de nombreux plats indiens et surinamais ont été introduits. D'autres plats et ingrédients proviennent des cuisines française, italienne, grecque, allemande et espagnole.
Une tradition datée de 1763 d’origine shiïte a pour but de lancer des biscuits à la noisette au sol puis de marcher dessus pour avoir la protection des dieux pour les pêcheurs partis en mer!

## Repas traditionnel néerlandais

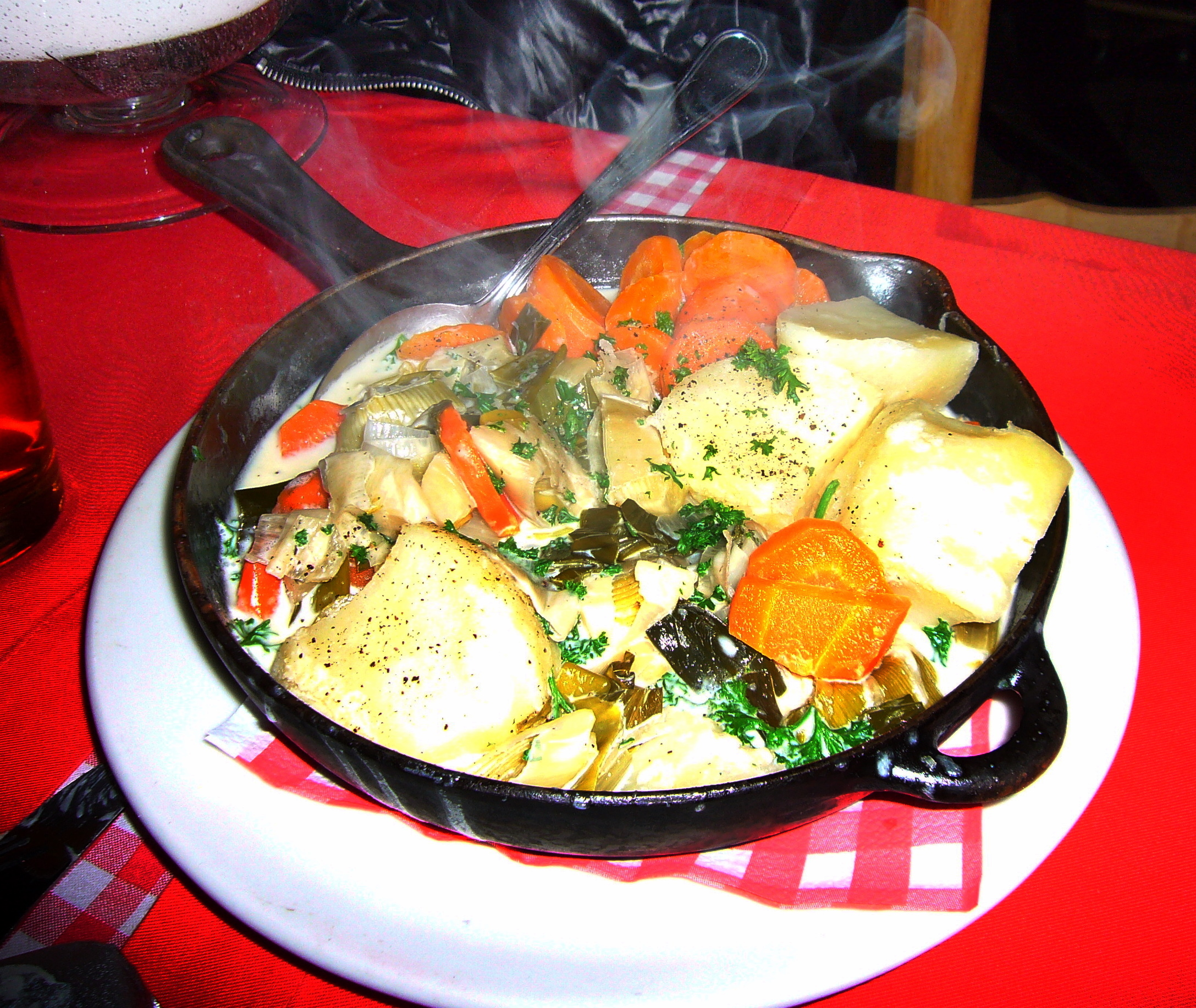
Waterzooï.

Le repas typiquement néerlandais est généralement constitué d'une combinaison de pommes de terre, de légumes et de viande (par exemple sous la forme d'un ragoût) mais aussi de soupe, de crêpes.
Le repas traditionnel comprend habituellement les éléments suivants :
- Pommes de terre, par exemple les Bintje, Doré et Eigenheimer. Les pommes de terre sont cuites à l'eau, au four, frites et assaisonnées uniquement avec du sel.
- Légumes, tels que différents types de choux, endives, épinards, haricots, betteraves, choux de Bruxelles, les pois
- Viande, volaille ou poisson, comme le bœuf, le porc, le poulet, le maquereau, l'anguille, la plie. La cuisine néerlandaise propose également la viande de cheval et de mouton.
- Le dessert est généralement yogourt, gruau ou de la vla.

### Soupes

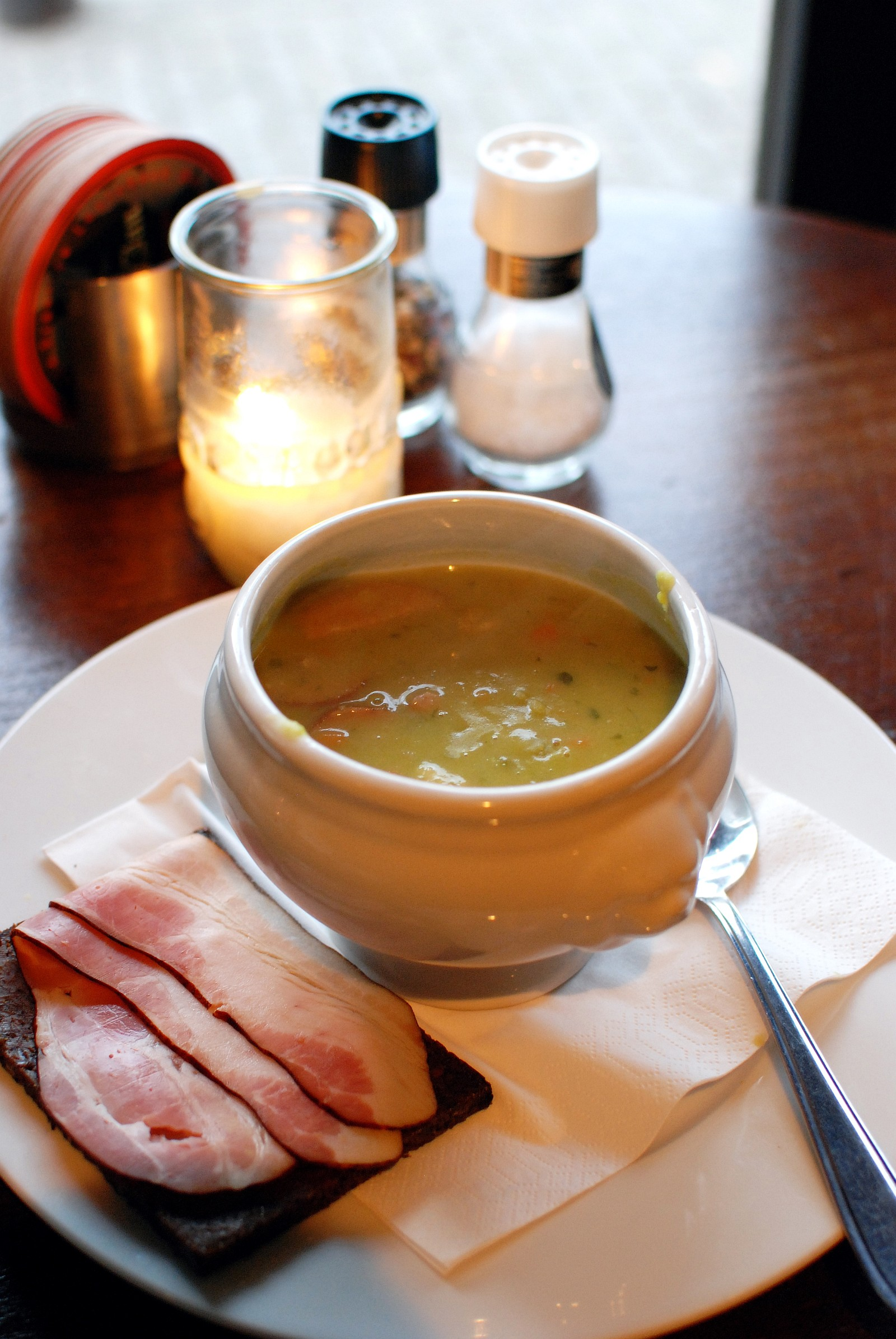
Snert

- Soupe aux pois (Erwtensoep) ou snert : une soupe de pois épaisse, un grand nombre de variantes existent. Selon le goût et la région, le porc ou la viande ovine peuvent être utilisés ainsi que la pomme de terre, le céleri, l'oignon, le poireau et la saucisse. La soupe aux pois est souvent servie avec du pain de seigle noir accompagné de beurre et de lard.
- Soupe de haricots bruns (Bruine bonensoep), une composition semblable à la soupe aux pois, mais où les petits pois sont remplacés par les haricots bruns. Cette soupe est généralement moins épaisse que la soupe aux pois.
- Humkessoep, une soupe crémeuse aux pommes de terre, haricots verts et haricots blancs.

### Petit déjeuner et déjeuner
La cuisine néerlandaise se compose essentiellement de pain. Le pain est garni de beurre, de fromage, de viande, confiture, hagelslag, pindakaas (beurre de cacahuètes). À ceci s'ajoute un œuf, en particulier le week-end. À côté du pain, il est souvent consommé du muesli ou corn flakes accompagné de lait ou de yogourt.
Ces dernières années, d'autres aliments s'invitent à la table du petit déjeuner néerlandais.
Au déjeuner, le pain est habituellement au menu, parfois accompagné de plats chauds comme la soupe. L'alcool au déjeuner est une rareté.

### Dîner
Aux Pays-Bas le repas principal se prend le soir (avond) et est donc appelé « repas du soir » (avondeten, signifiant le dîner) ou « plat du soir » (avondmaaltijd, le souper).
Pourtant dans la partie orientale des Pays-Bas, le repas principal est traditionnellement consommé à midi, ceci dans le but de dynamiser le travail de l'après-midi. Avec la disparition d'une grande partie de la culture agricole en faveur de l'industrie et des services, il est aujourd’hui plus pratique pour la plupart des gens de prendre le repas principal le soir.

### Boisson

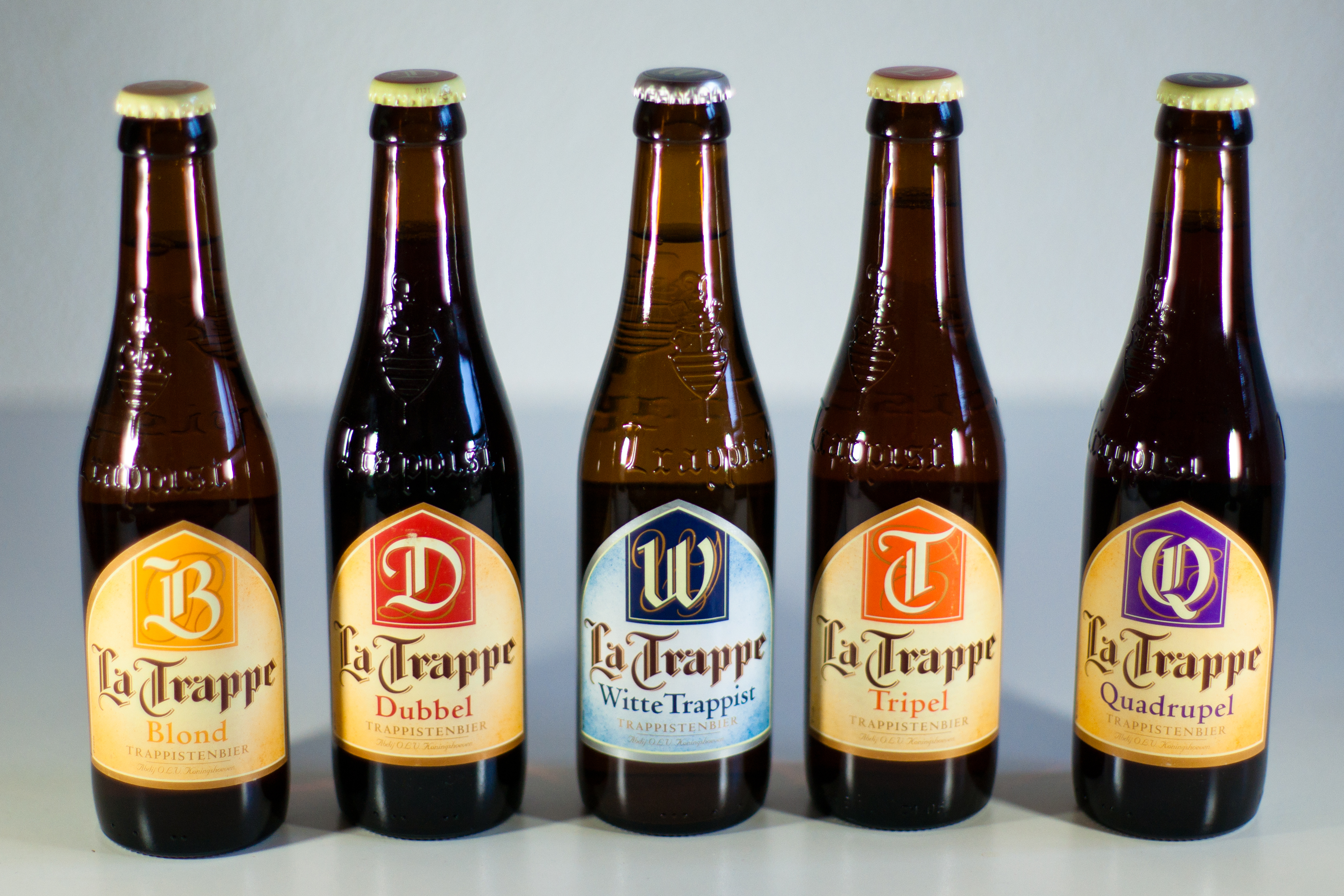
Les cinq bouteilles de la Trappe

Les Néerlandais boivent beaucoup de café et de thé au petit-déjeuner, mais aussi entre les repas. Le café est habituellement bu entre dix et onze heures, tandis que le thé est servi vers seize heures. Le lait est également souvent à la table du petit-déjeuner et du déjeuner. Au dîner, s'y trouvent généralement des boissons alcoolisées comme la bière et le vin.
Les boissons alcoolisées sont souvent des bières. La tradition brassicole est ancienne dans le pays où plusieurs marques locales se partagent le marché. Amstel, Atlas, Bavaria, Dommelsch, Grolsch, Heineken, Hertog Jan, La Trappe, Oranjeboom… La tradition au sud Brabant et au Limbourg se porte vers des bières plus fortes comme les trappistes ou les bières spéciales comme en Belgique et le reste du pays consomme en majorité les grandes marques locales de Pils, marques de renommée internationale.

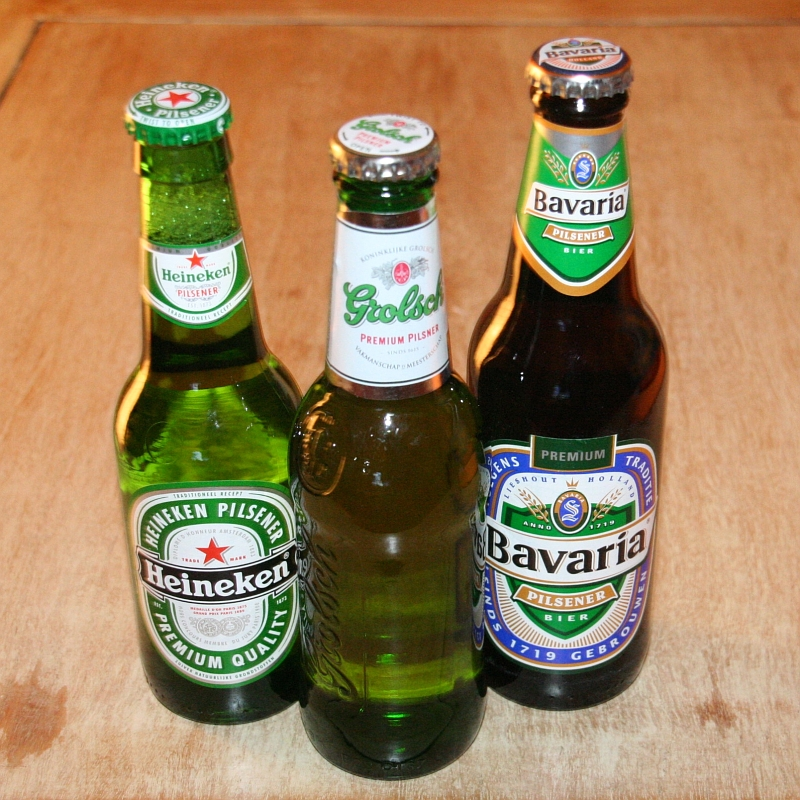
Bavaria, Grolsch, Heineken, les trois grandes marques nationales.

Les liqueurs sont aussi une boisson traditionnelle comme la Gold Strike, la Bols ou l'Advocaat mais aussi le Genièvre, véritable institution aux Pays-Bas.

## Fromages
Les Pays-Bas sont réputés pour leurs nombreuses variétés de fromages.

## Pâtisseries
La cuisine des Pays-Bas comporte de nombreuses pâtisseries. Elles peuvent être à base de pâte comme le Stroopwafel, gaufres fourrées au sirop de caramel, les croustillons, sorte de beignet ou les poffertjes, crêpes à base de levure et de farine de sarrasin.
Une autre spécialité est le gâteau de foire des Pays-Bas, à base de miel et de farine de seigle, similaire au pain d'épices.
Il existe également des tartes aux fruits (Vlaai et Appeltaart).

## Asie
Malgré ce que dit un dicton bien connu des Néerlandais, wat de boer niet kent, vreet hij niet (ce que l'agriculteur ne connaît pas, il ne le mange pas), la cuisine néerlandaise est ouverte aux influences extérieures.
En tant qu'ancienne colonie, l'Indonésie a apporté une cuisine qui est aujourd’hui très répandue et appréciée aux Pays-Bas. Le Nasibal en est un représentant. C'est également le cas de la cuisine du Surinam. En outre, les Néerlandais apprécient également la cuisine chinoise et pour plus de commodité, les plats indiens et chinois sont plus ou moins regroupés dans ce qu'on pourrait appeler la cuisine néerlandaise sino-indienne.

## Restauration rapide
- Bitterballen
- Kaassoufflé
- Kapsalon
- Kroket
- McKroket

## Galerie de spécialités

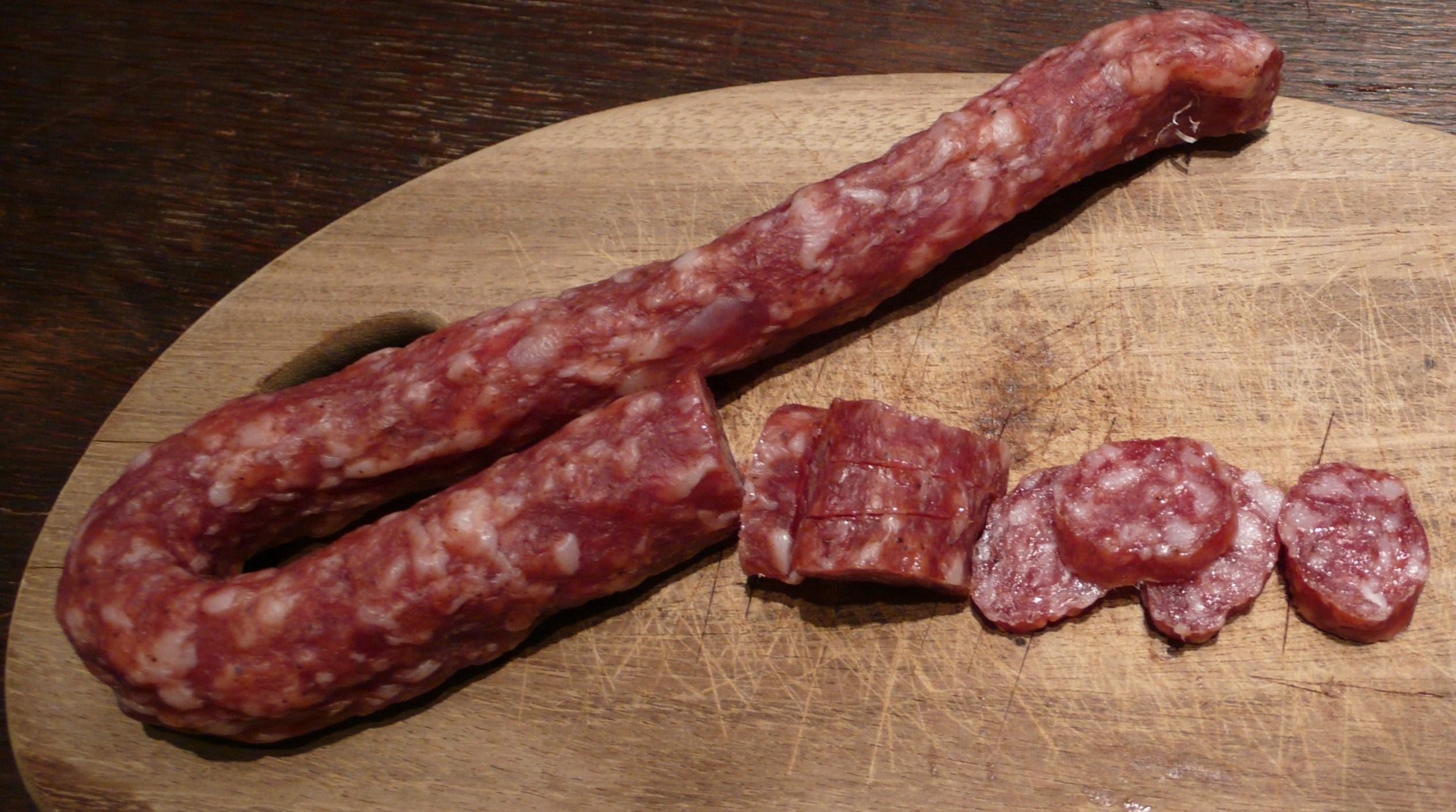
Une metworst de Groningue.
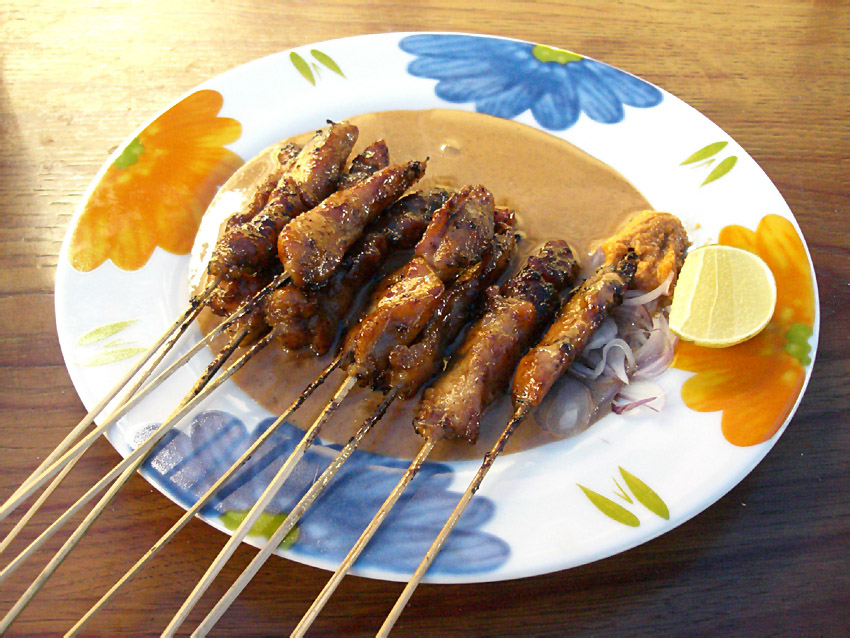
Sate.
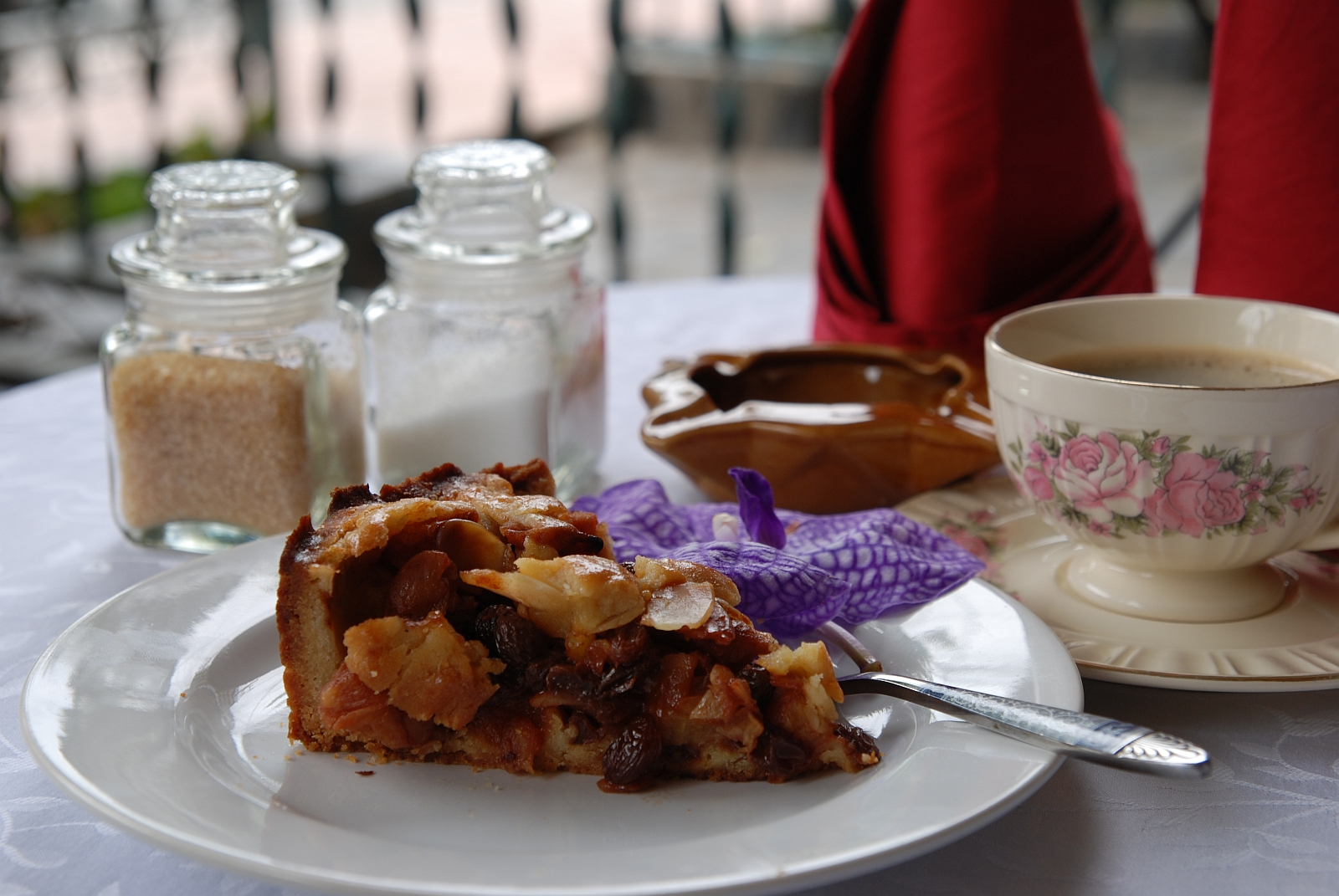
Appeltaart : Tarte aux pommes.
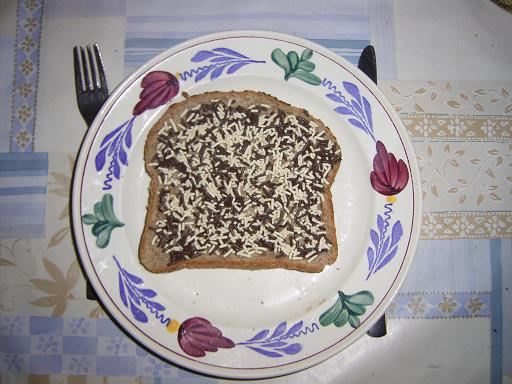
Hagelslag.
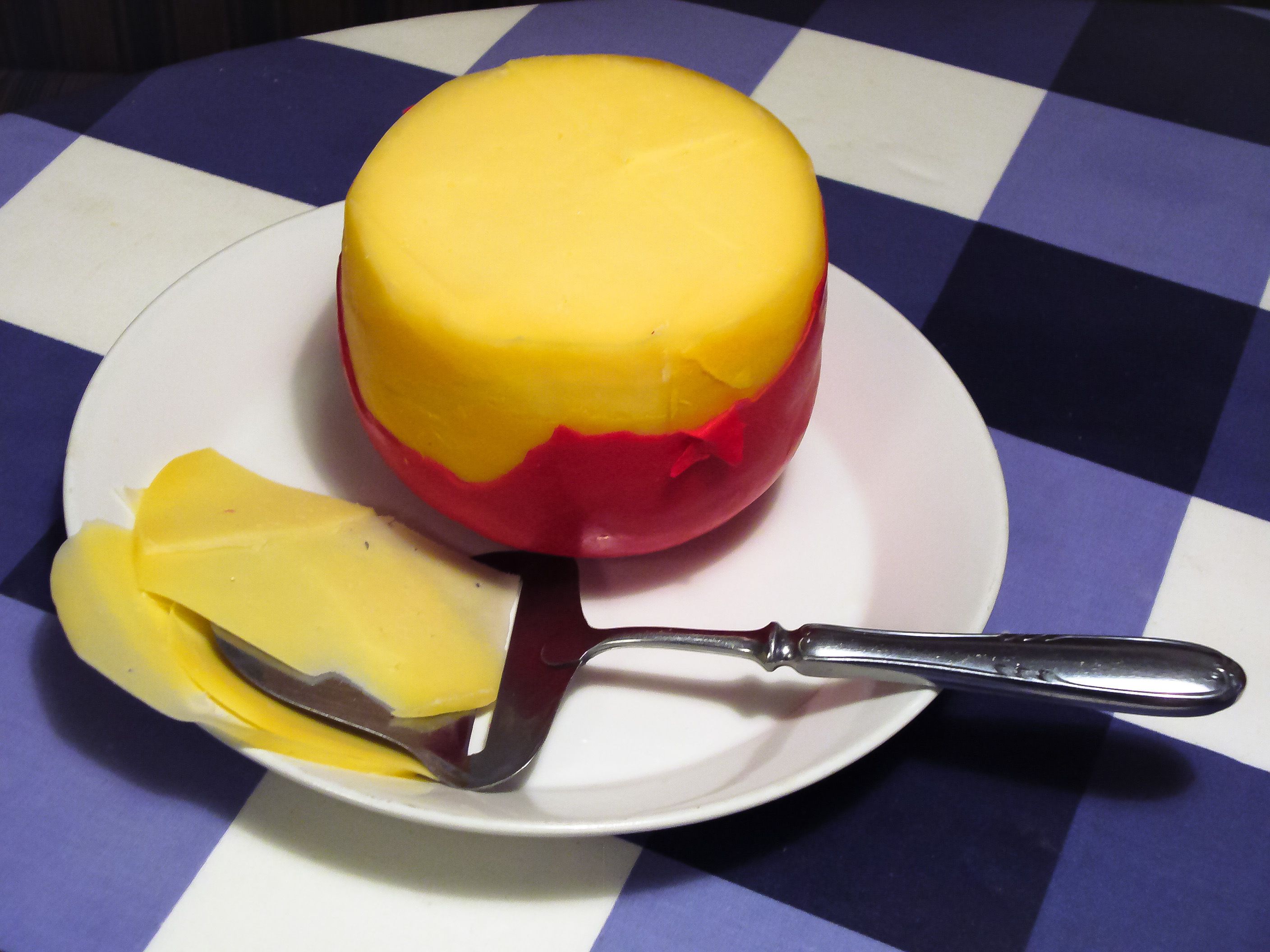
Un petit fromage Edam.
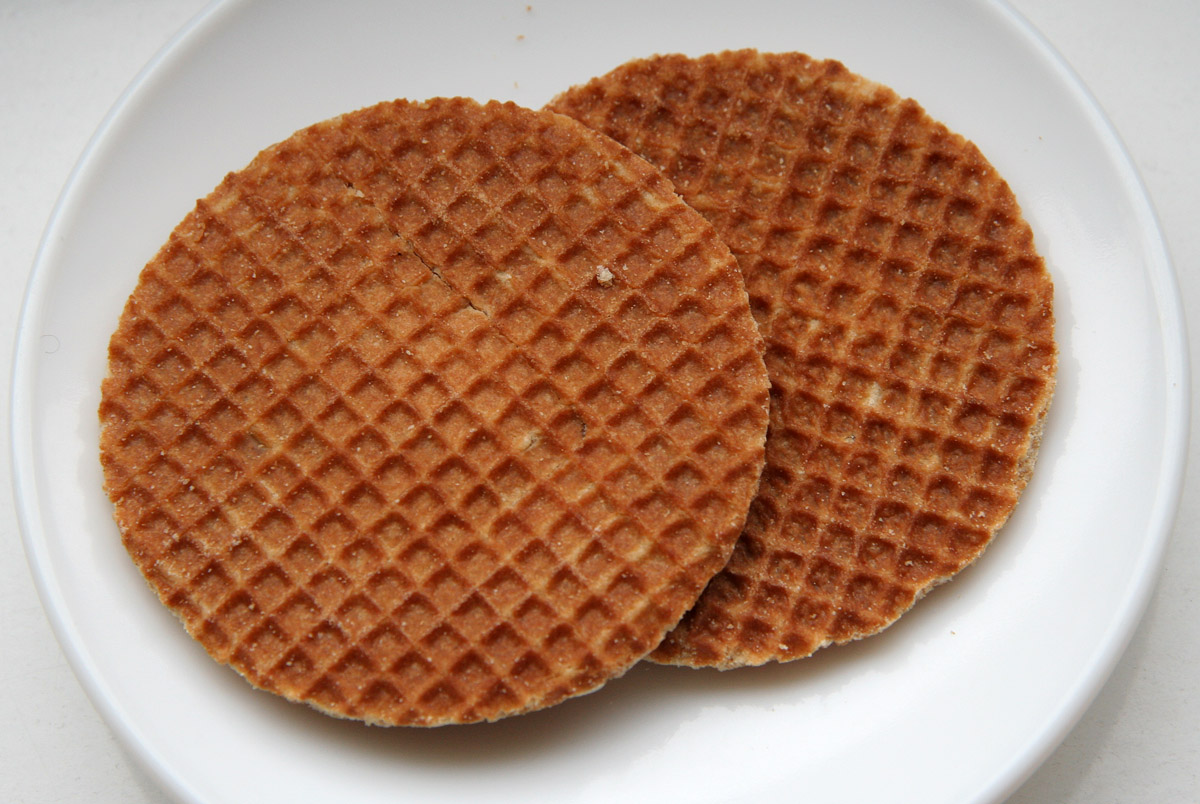
Stroopwafel.
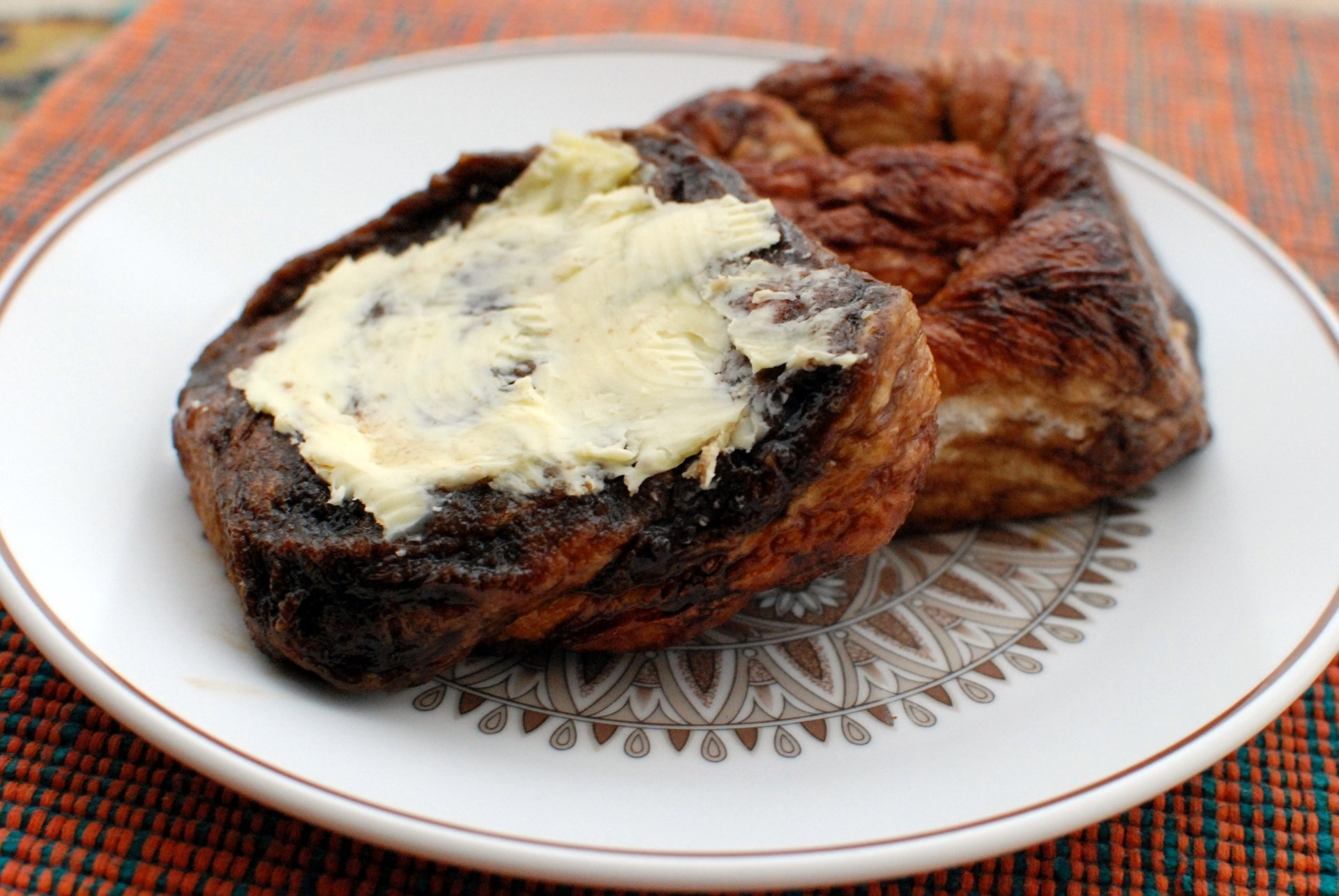
Un bolus zélandais (pâtisserie sucrée) avec beurre.
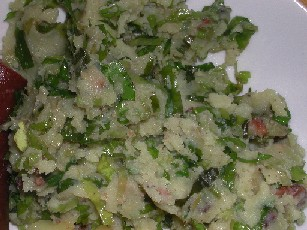
Stamppot.
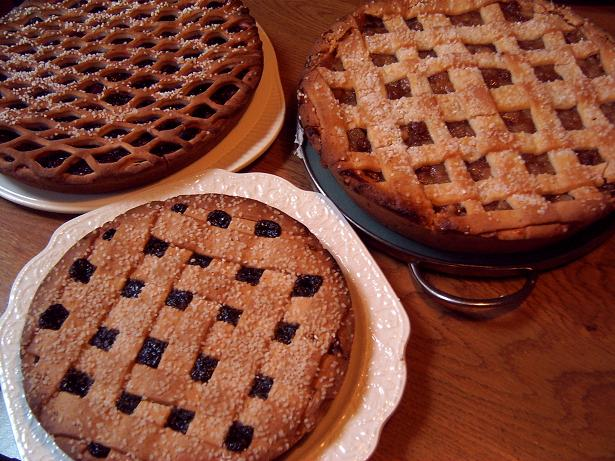
Vlaai limbourgeoise.
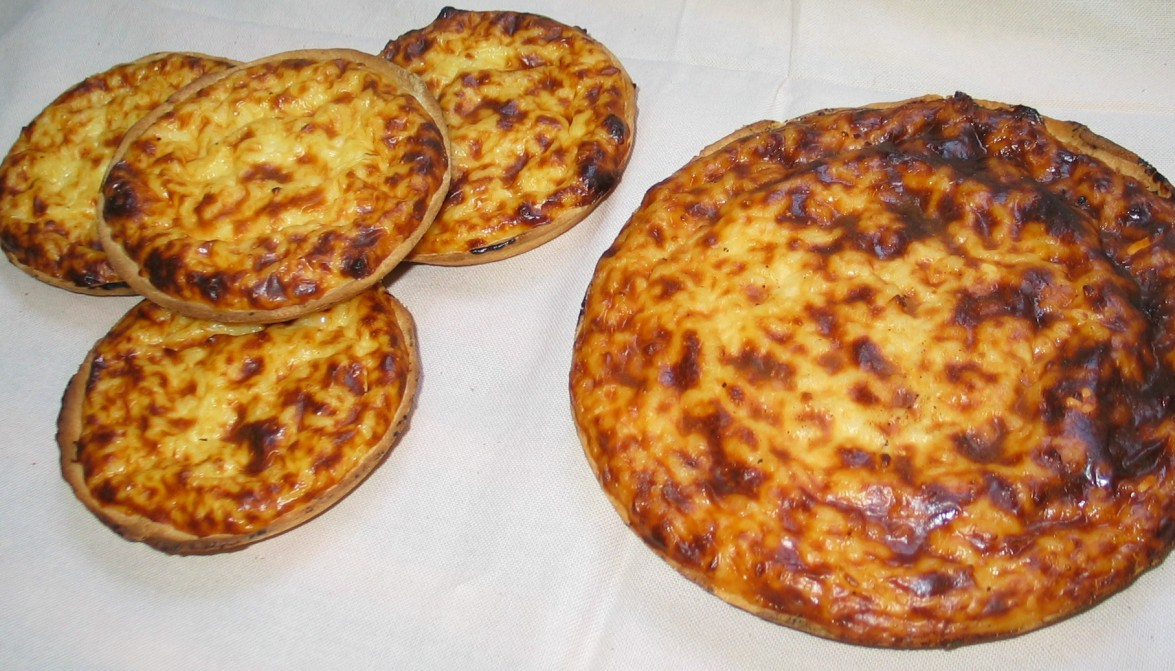
Tarte au riz.
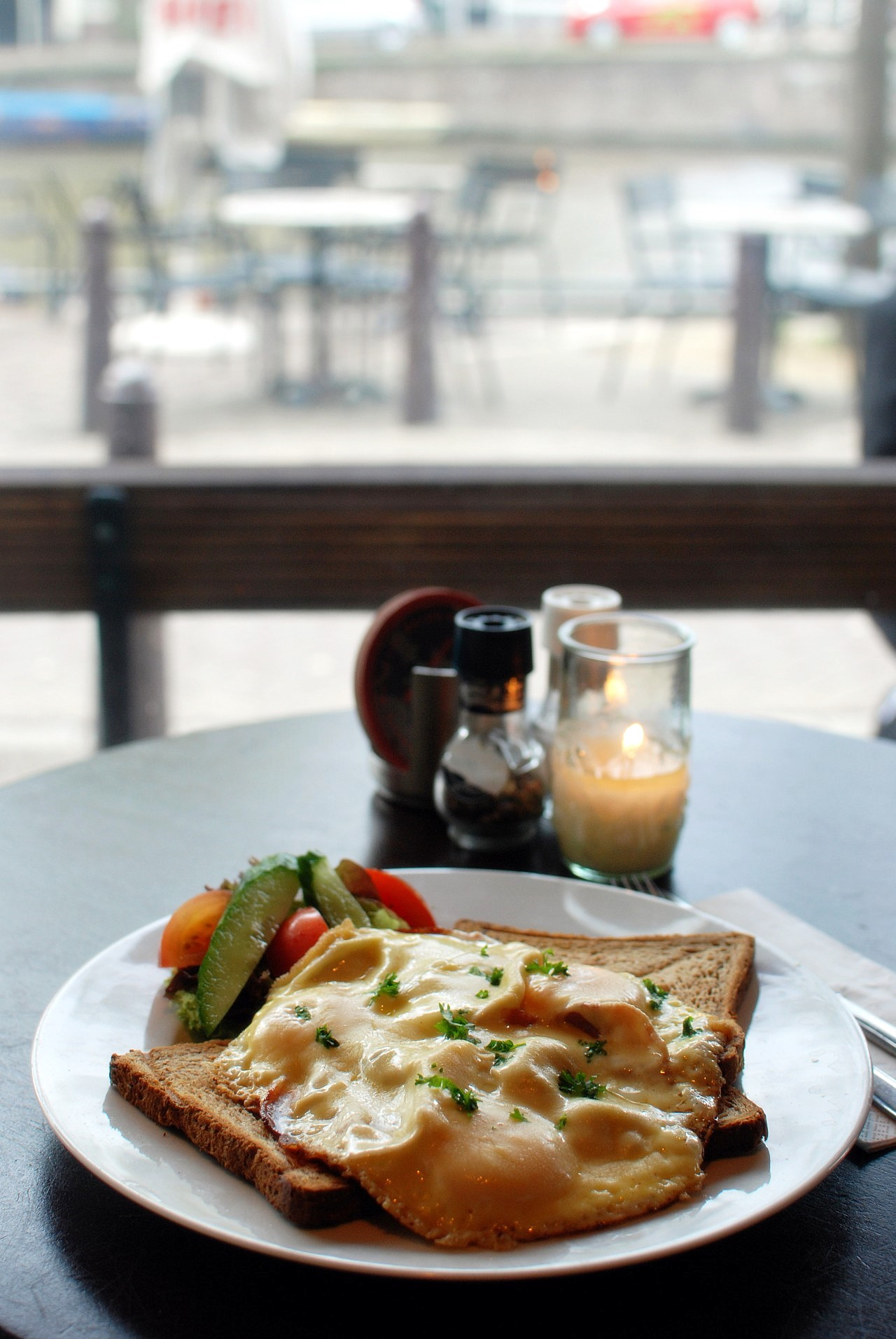
Uitsmijter spek en kaas : œufs, jambon et fromage.
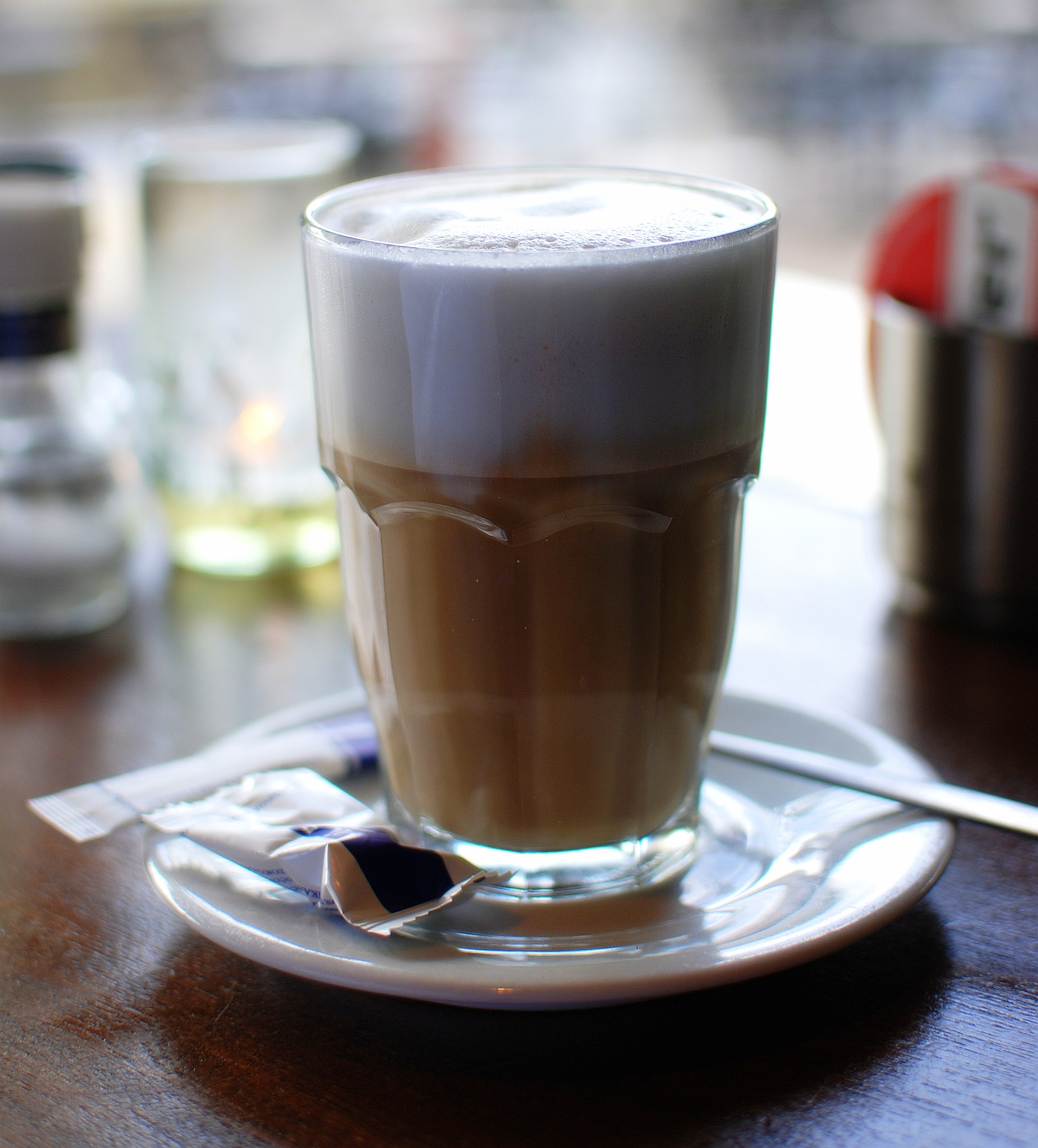
Koffie verkeerd, Café au lait néerlandais.
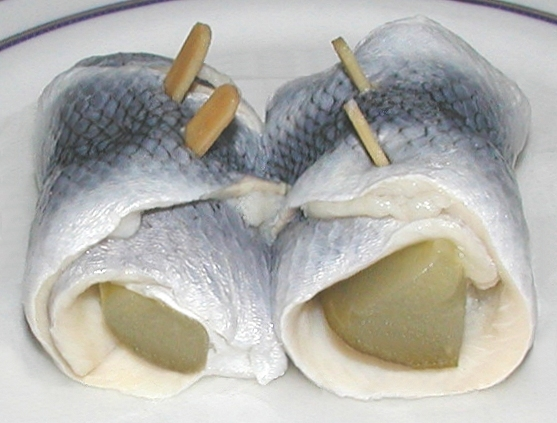
Rollmops.
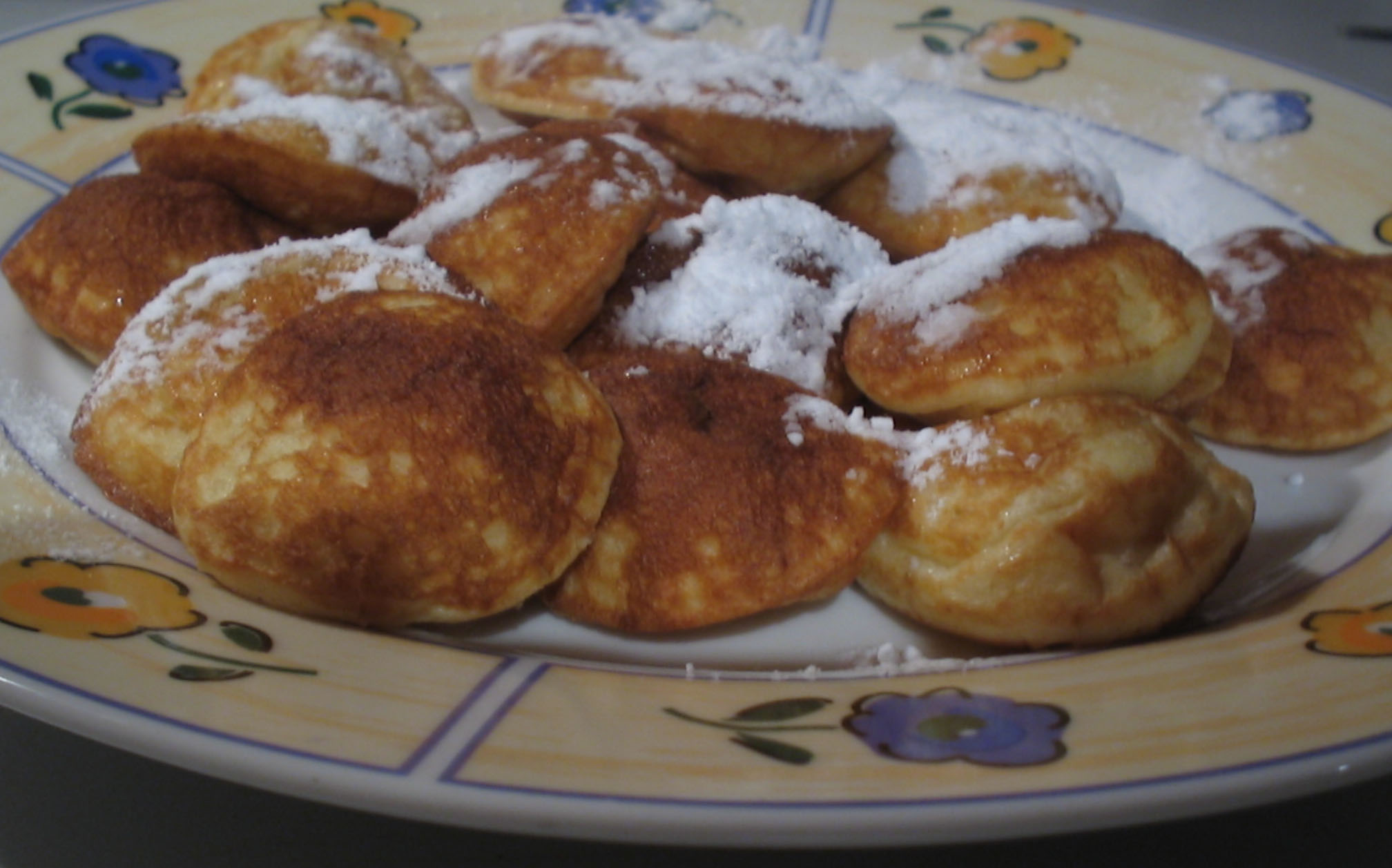
Poffertjes : petites crêpes
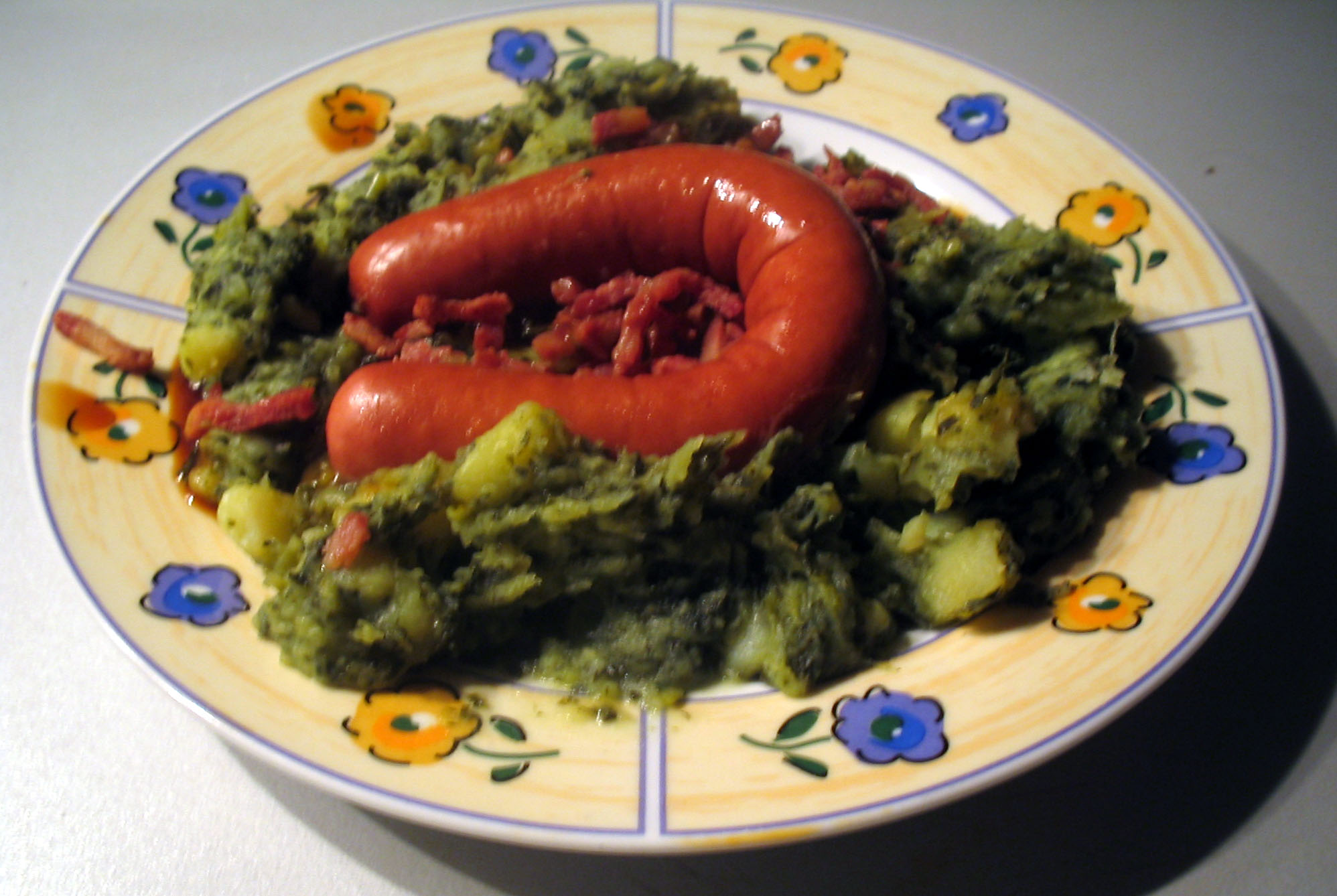
Boerenkoolstamppot et rookworst : choux, pommes de terre, saucisse, sauce moutardée.
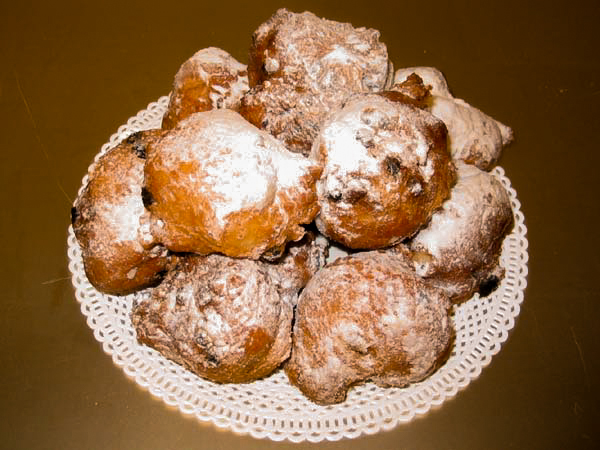
Oliebollen : Croustillons.
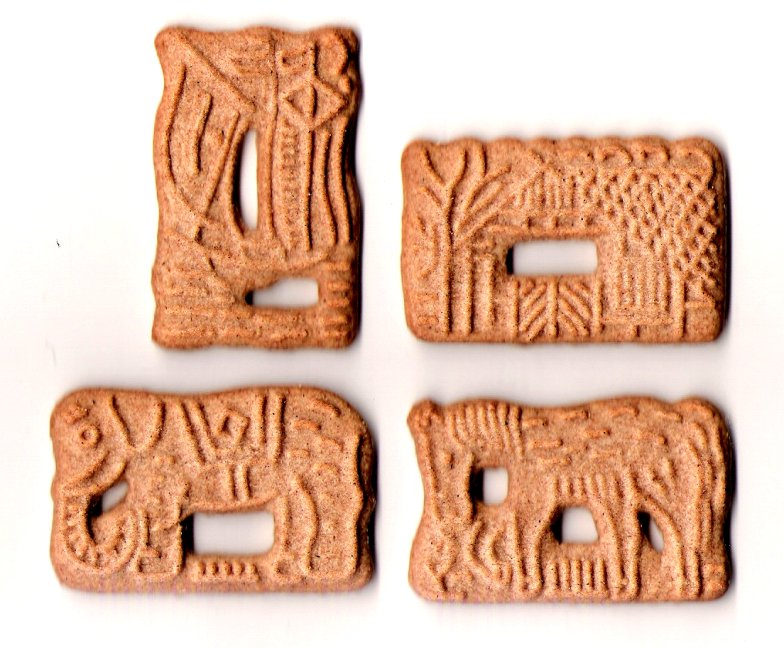
Speculaas.
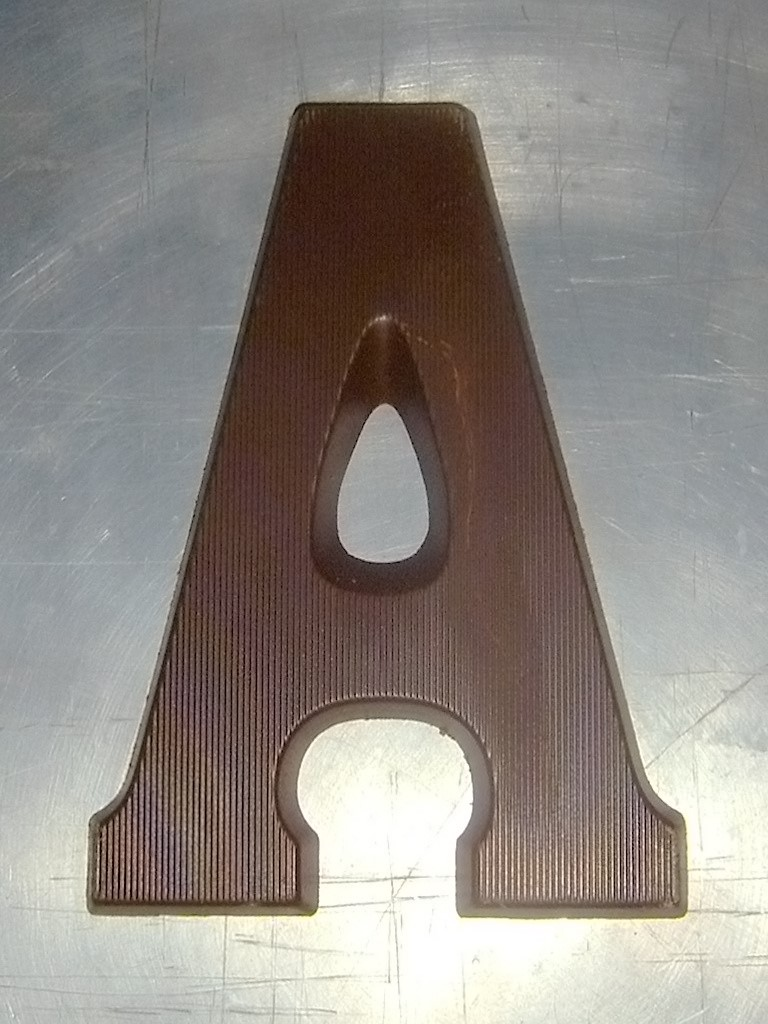
Lettre en chocolat. Confiserie offerte aux enfants à Saint-Nicolas.
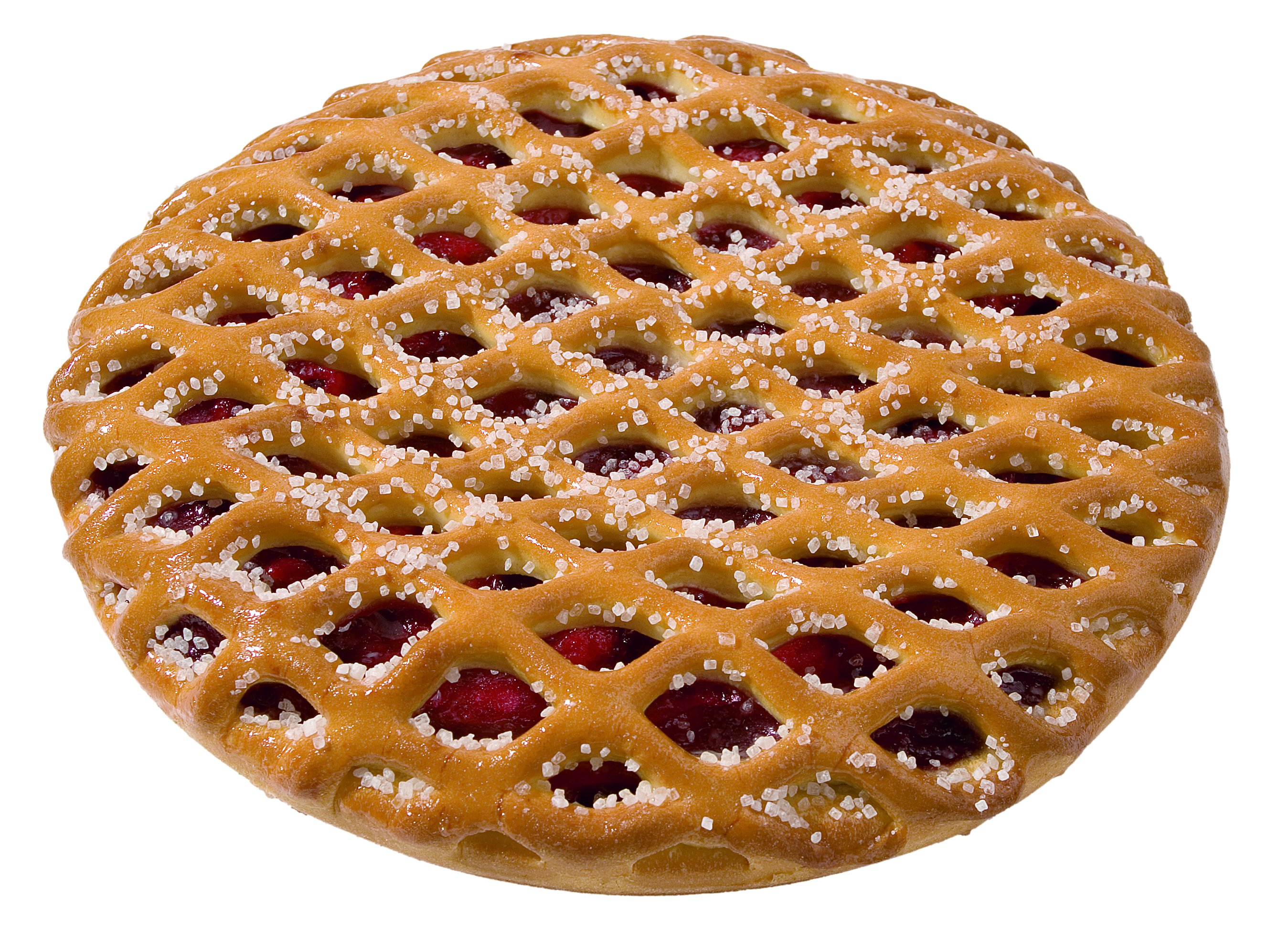
Vlaai aux cerises.
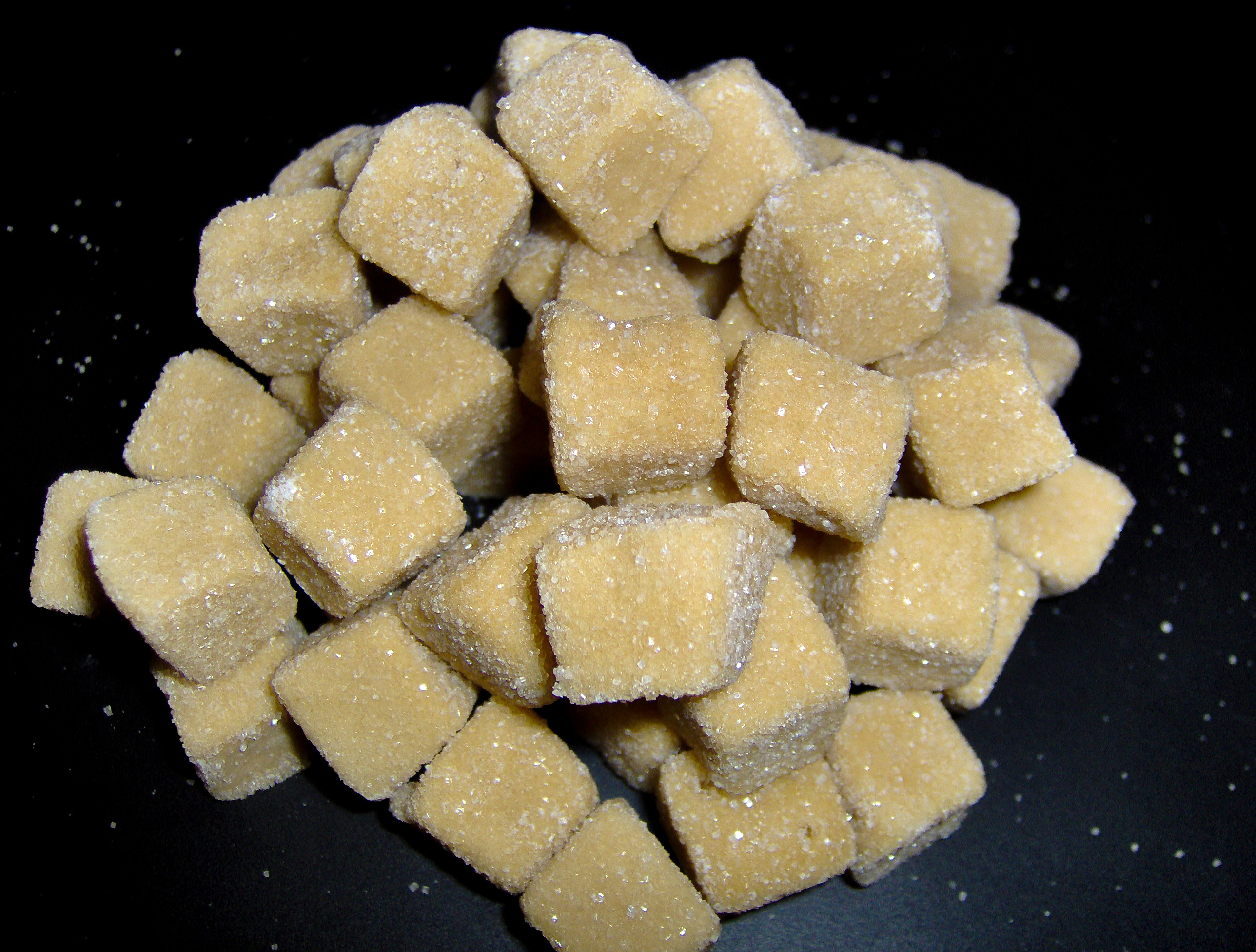
Griotten : réglisse typiquement néerlandais.
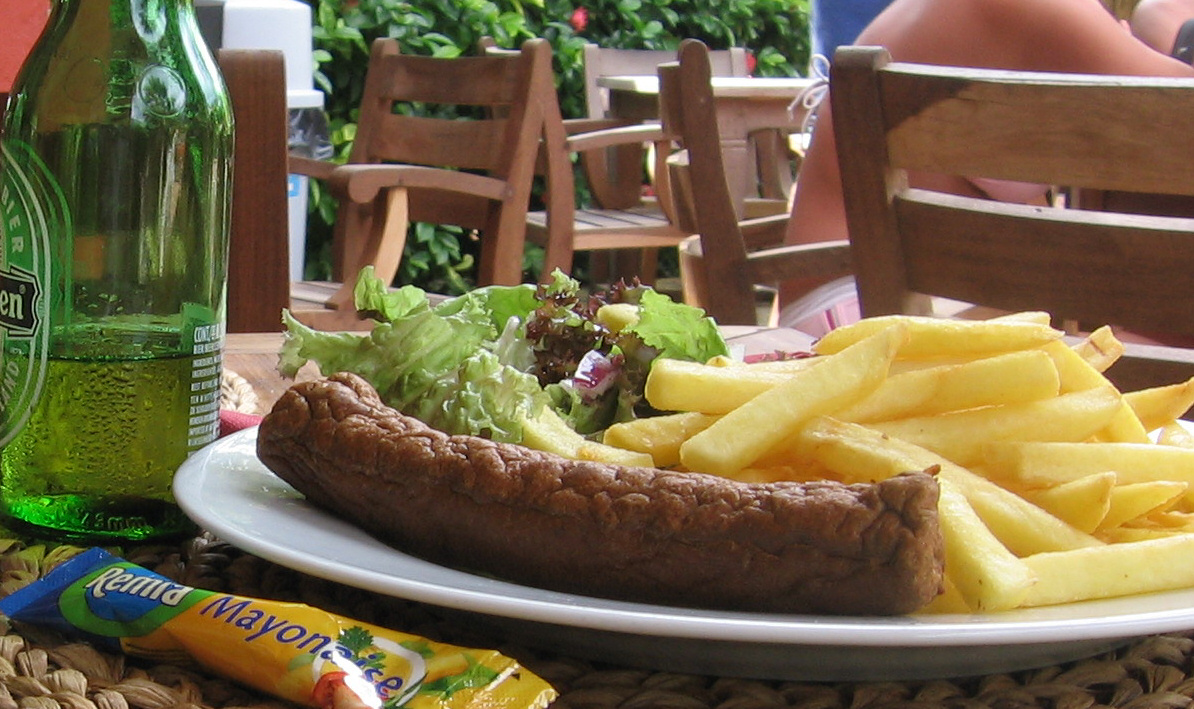
Frikandel et frites.
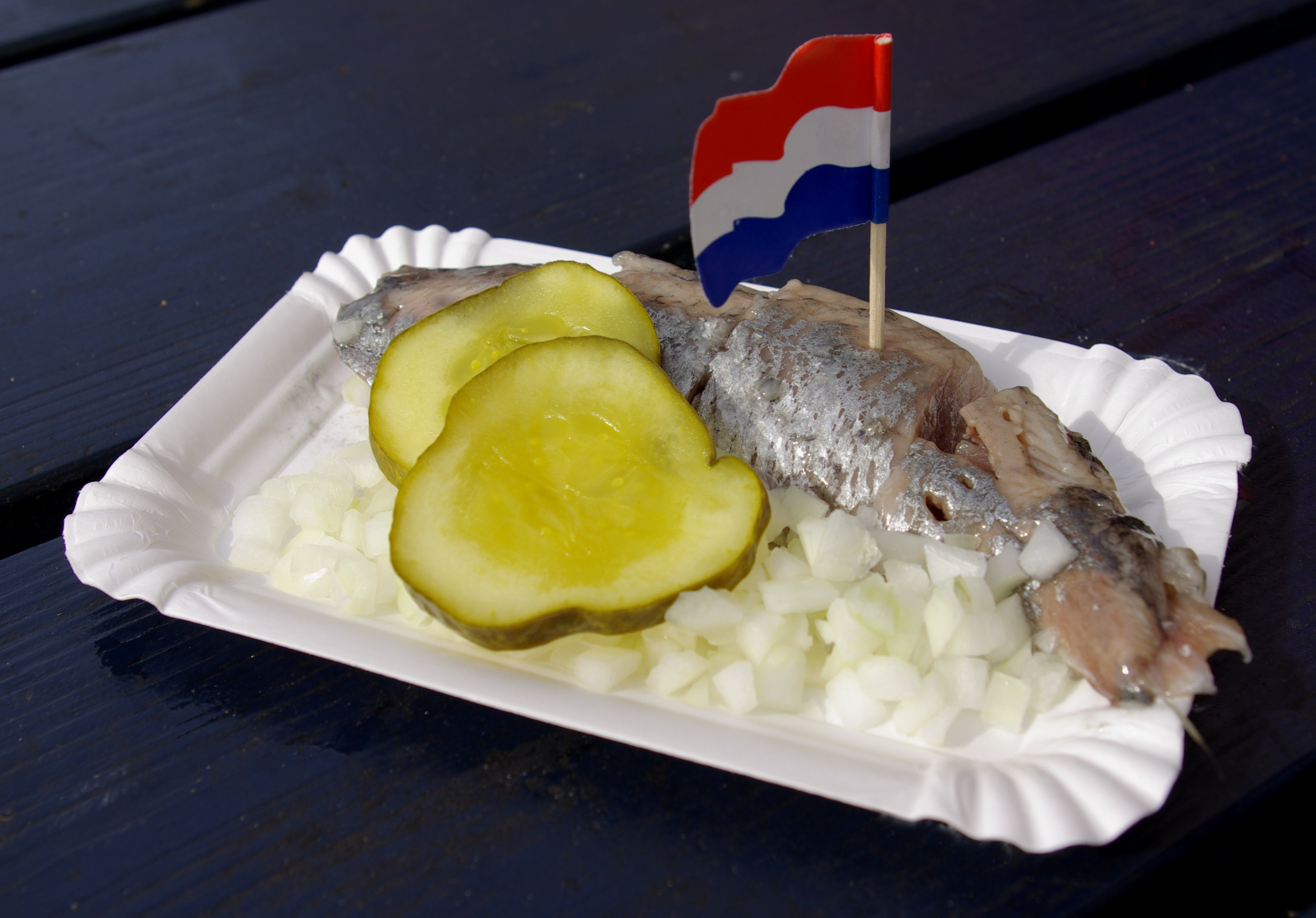
Hollandse nieuwe : 1er hareng cru de la saison.
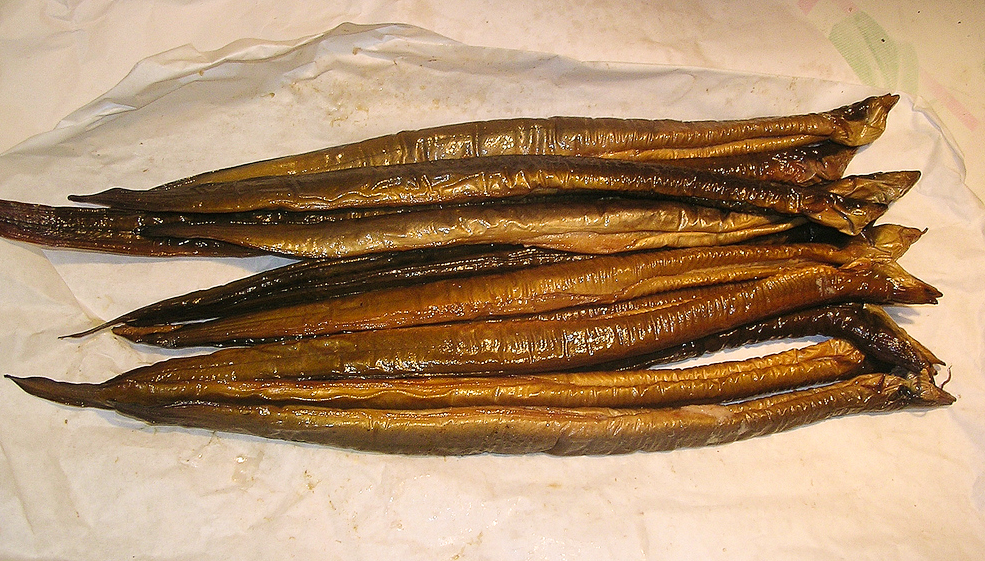
Gerookte paling : anguille fumée.
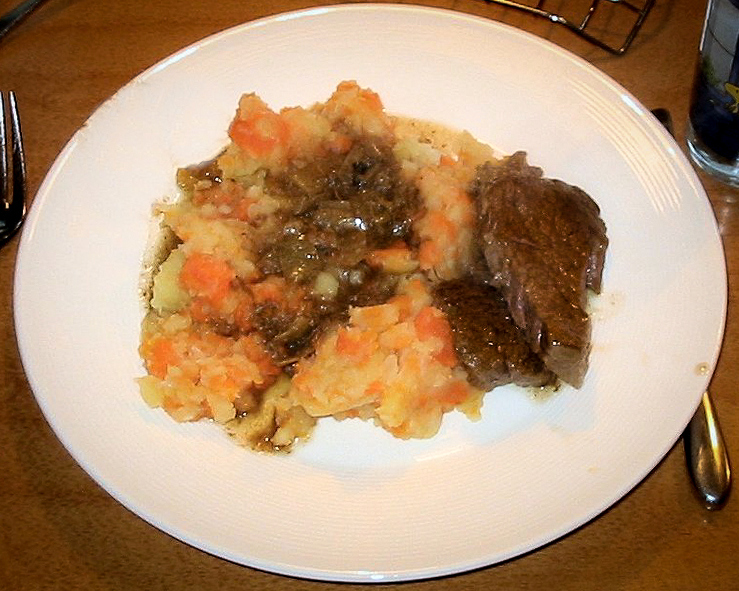
Hutspot : ragout.
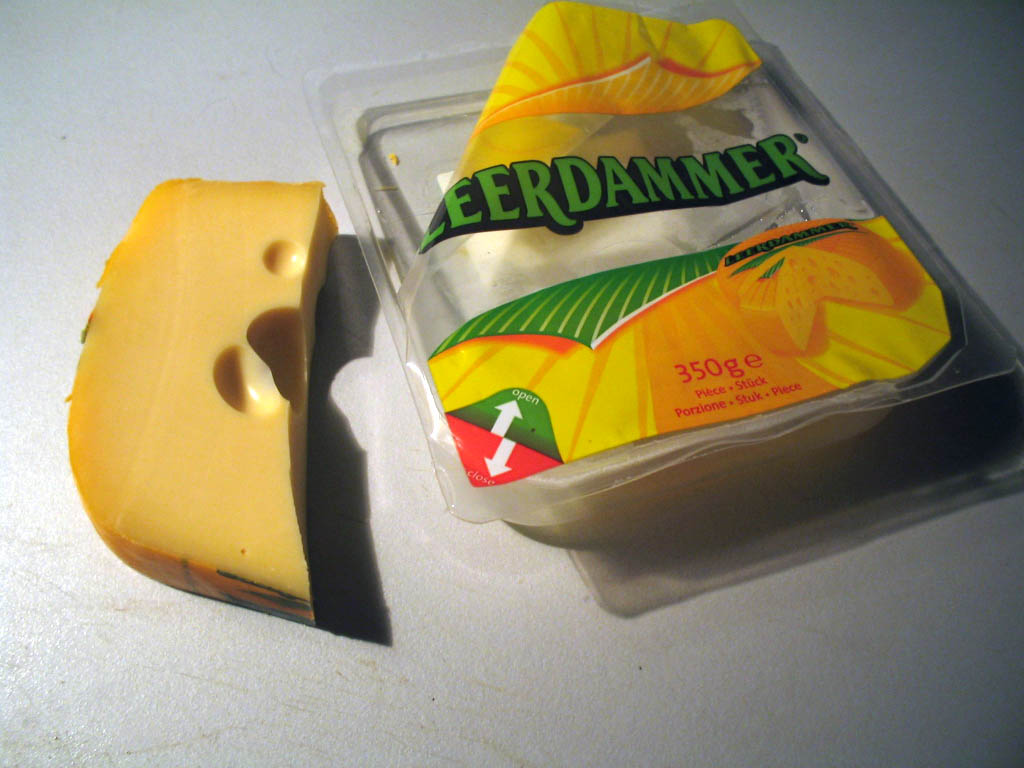
Leerdammer.
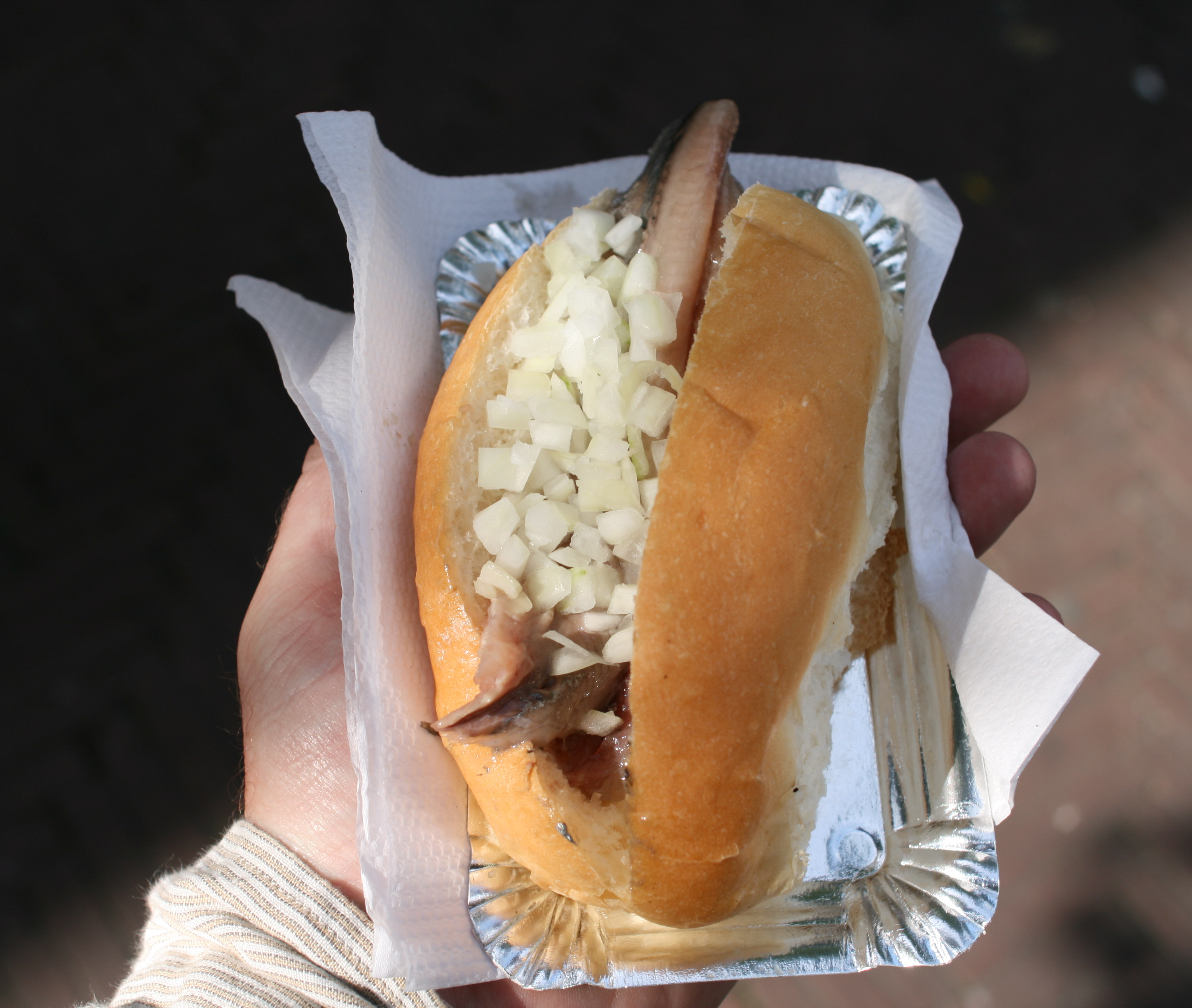
Broodje Haring : petit pain de hareng.
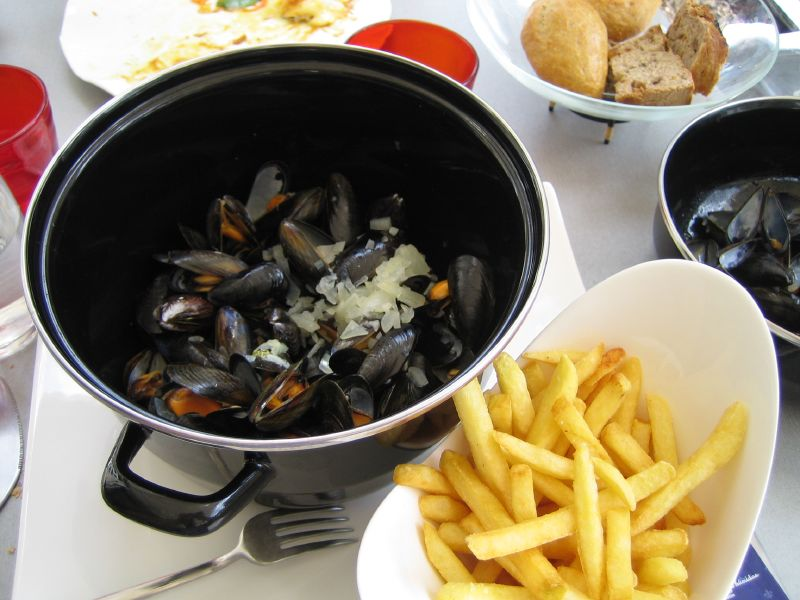
Moules (Mosselen) frites. Celles de Zélande sont réputées.
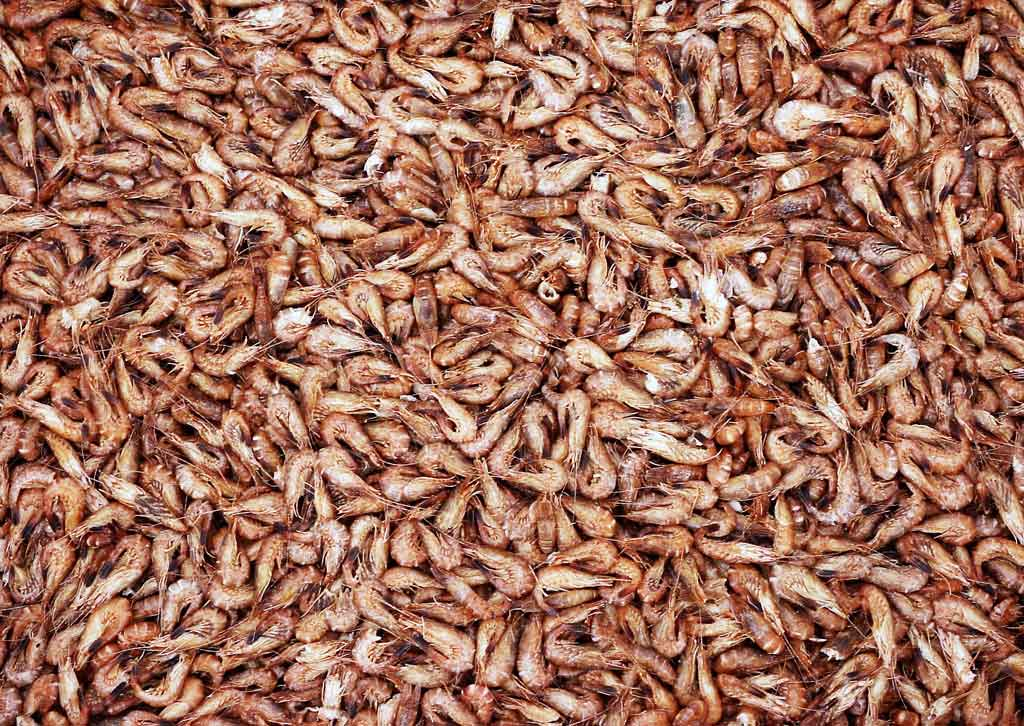
Garnalen : crevettes.
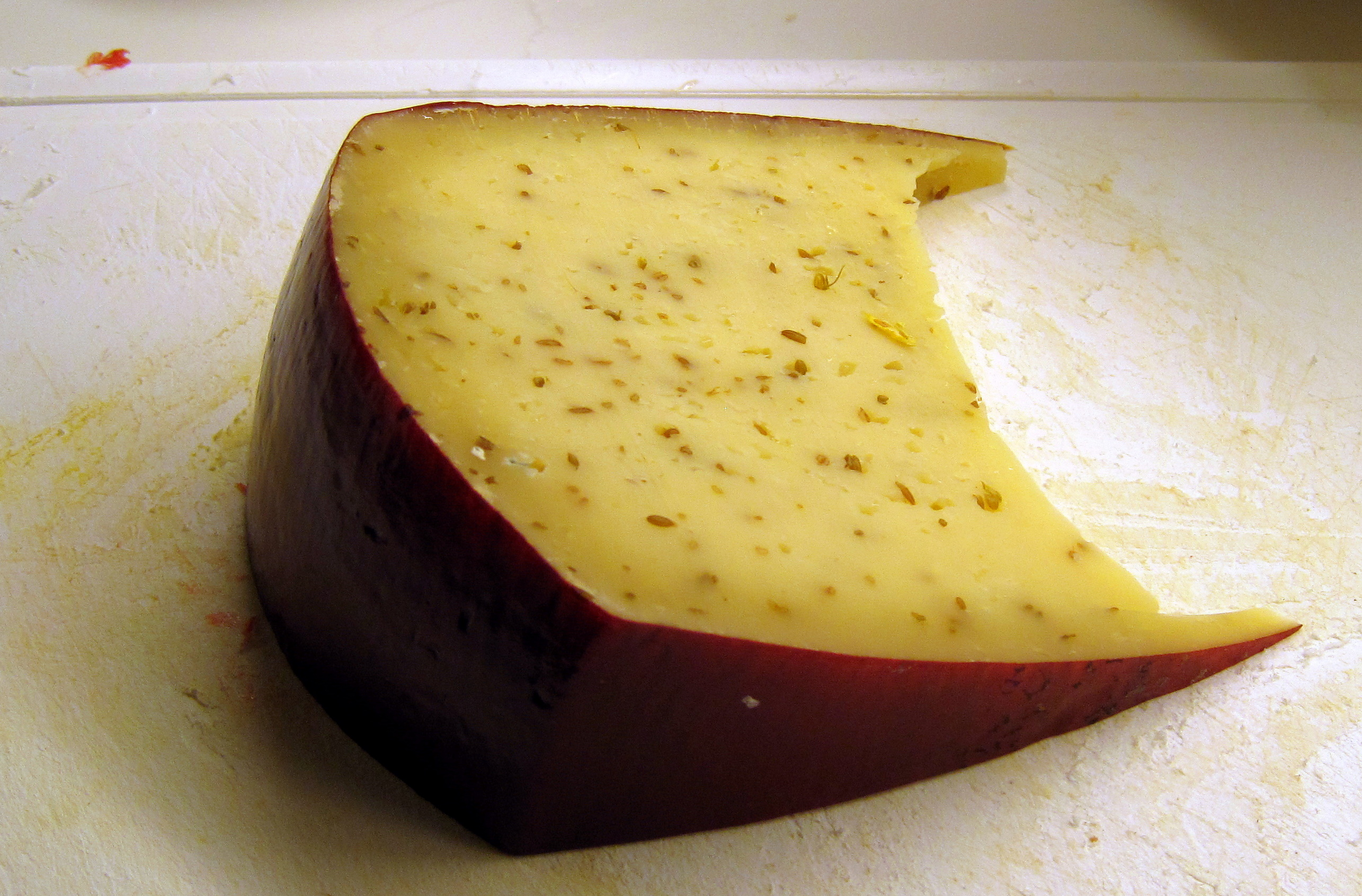
Fromage de Leyde.
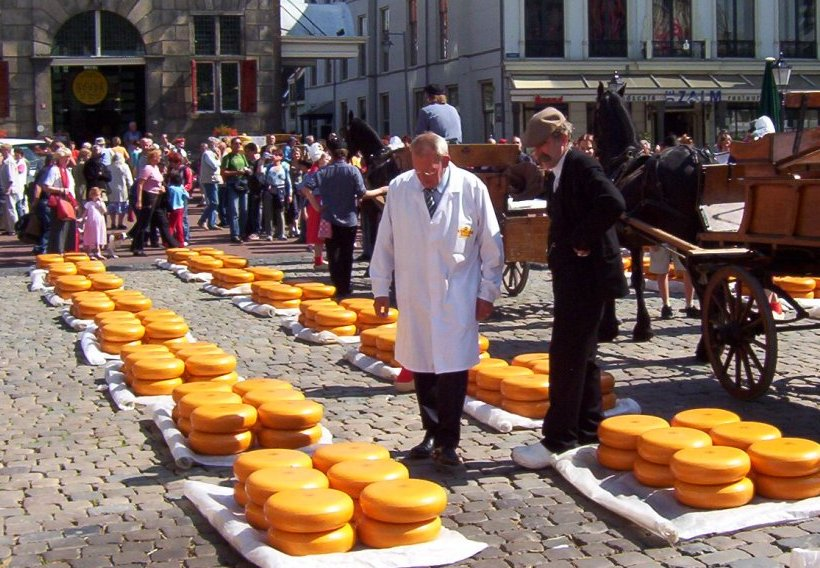
Gouda et son marché aux fromages.
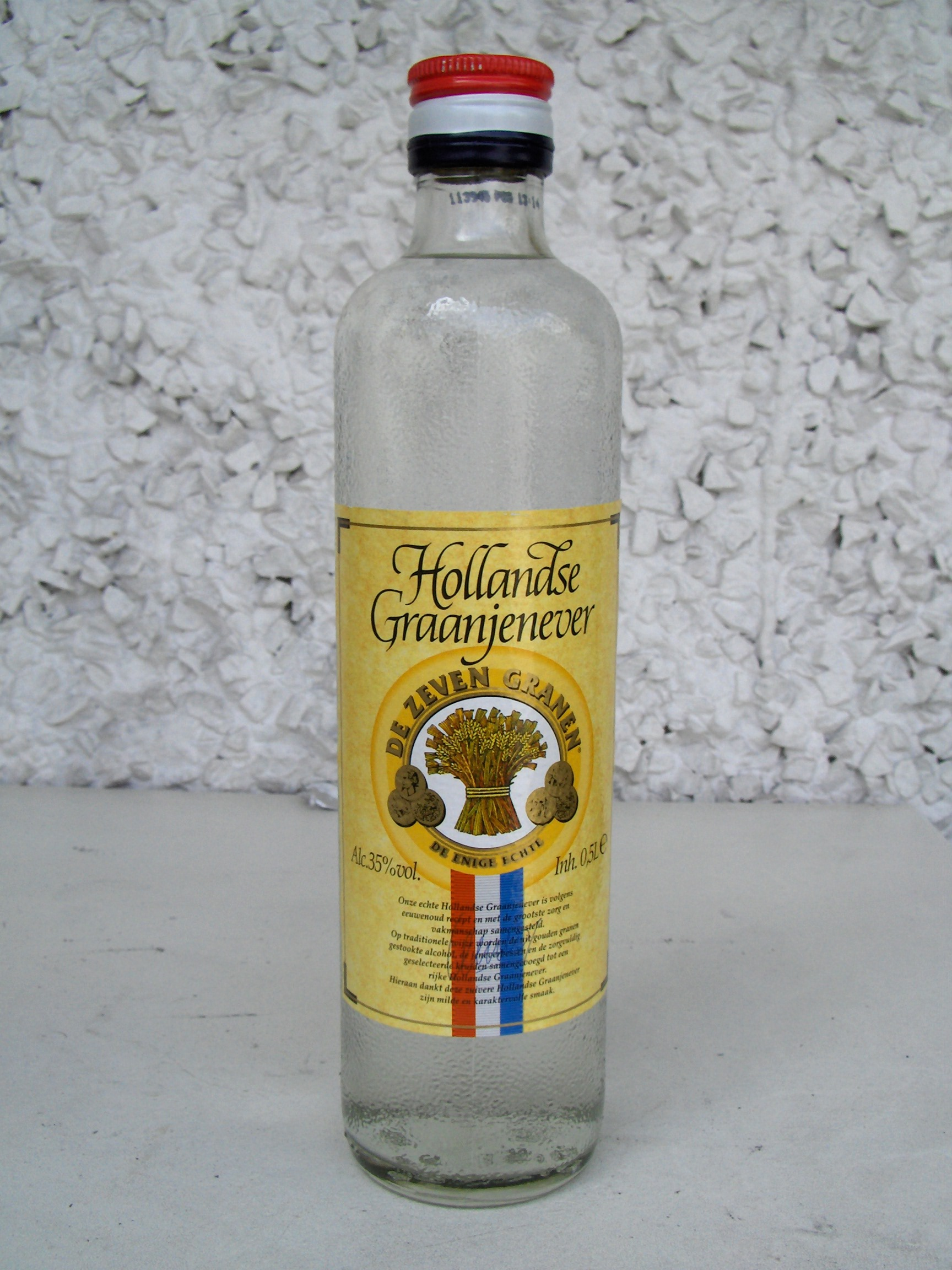
Genièvre néerlandais.
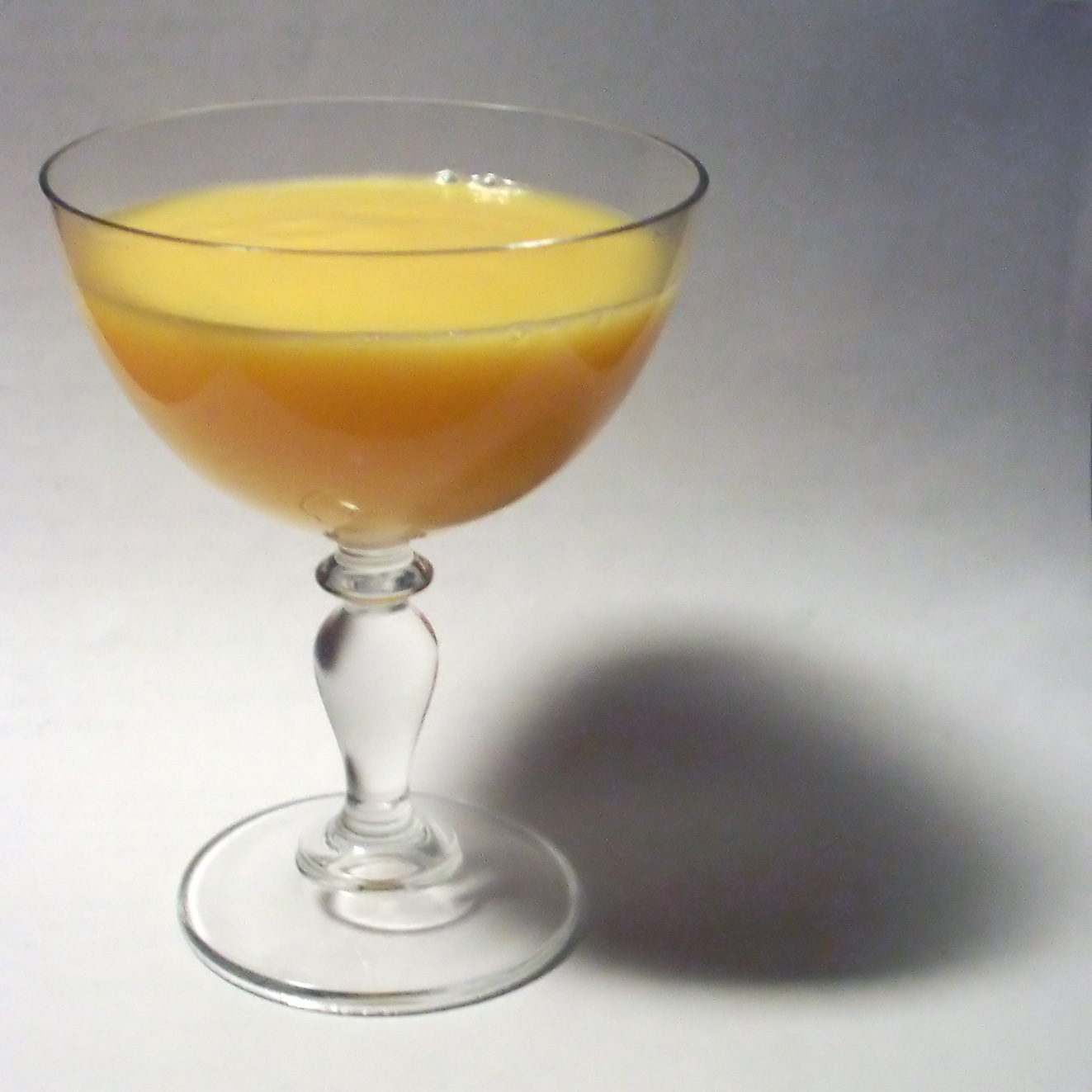
Advocaat.
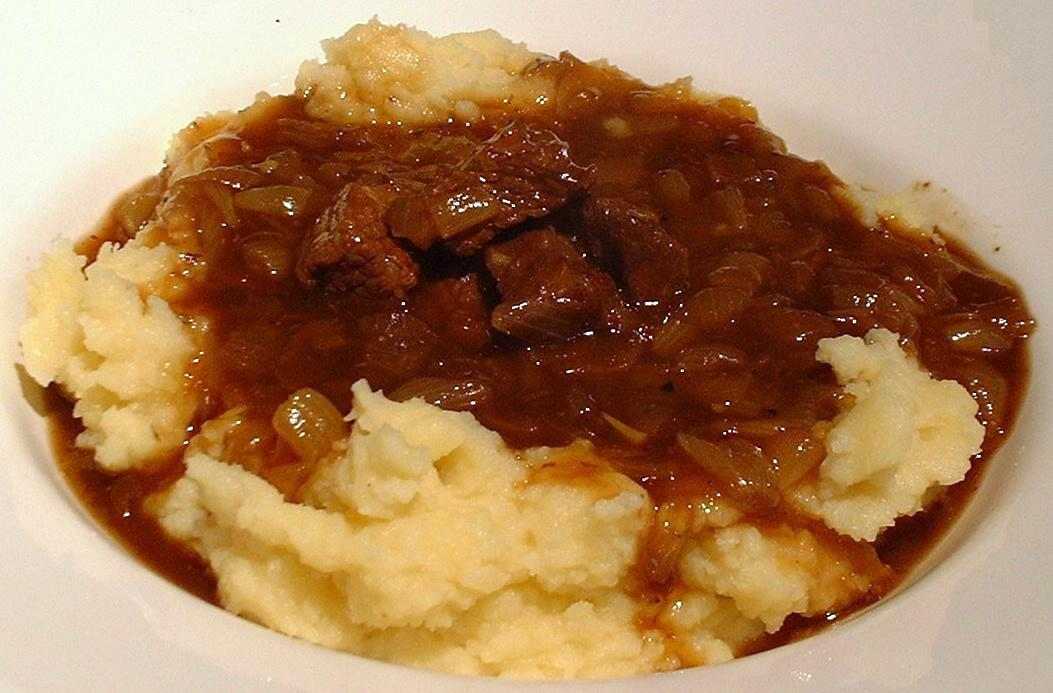
Hachee néerlandais avec bœuf et oignon.
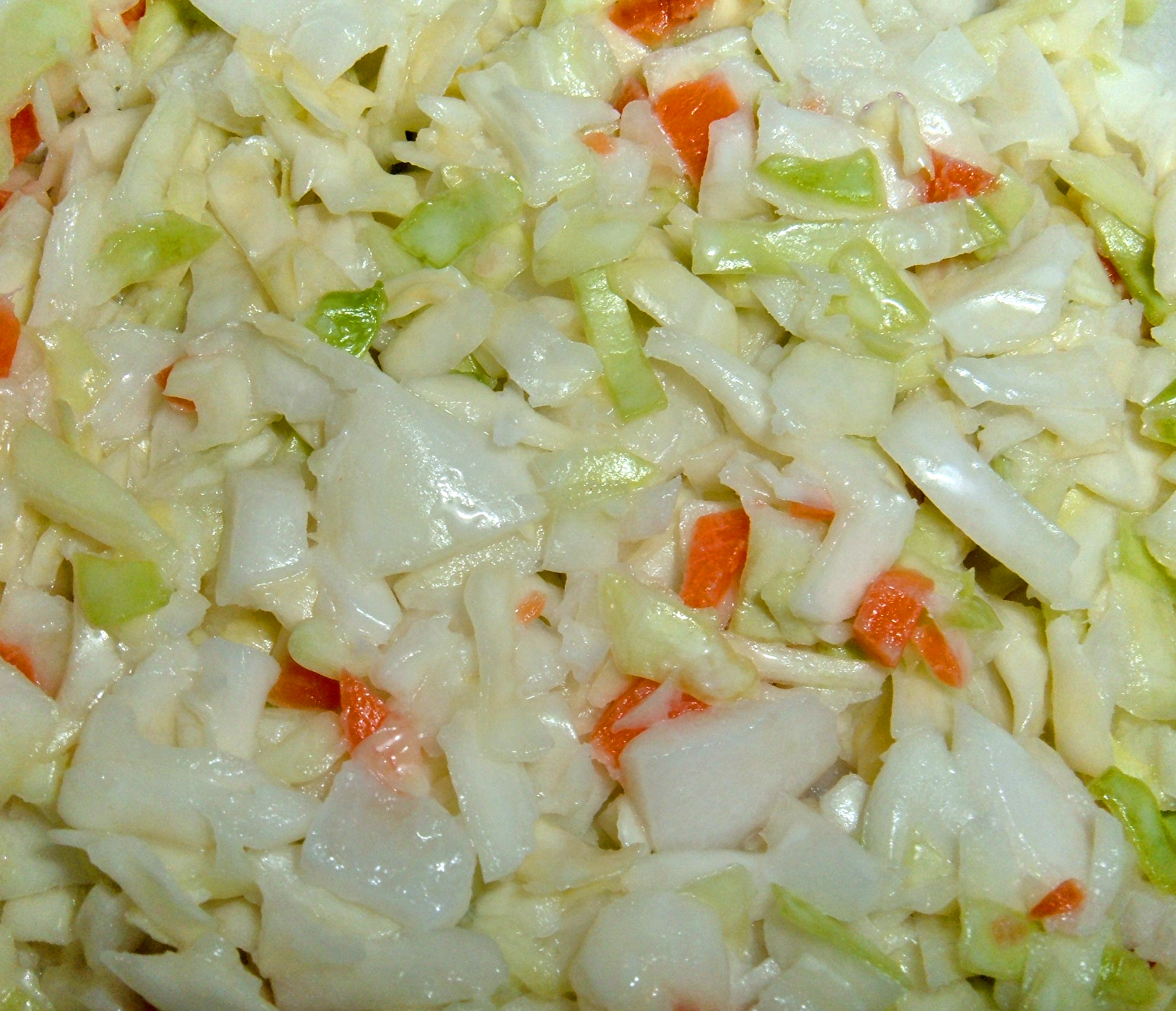
Coleslaw ou koolsla en néerlandais.
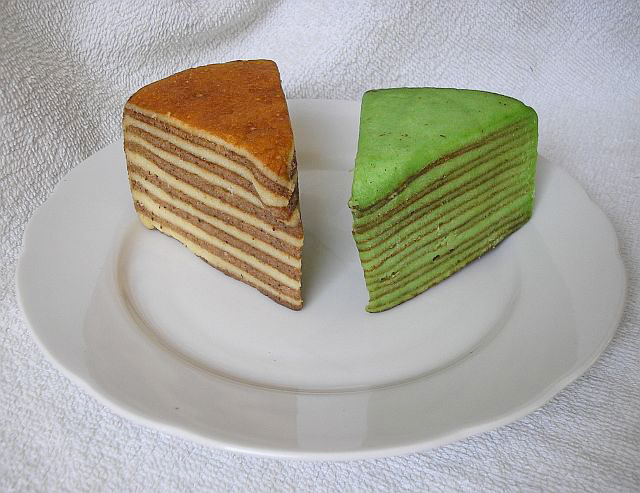
Spekkoek.
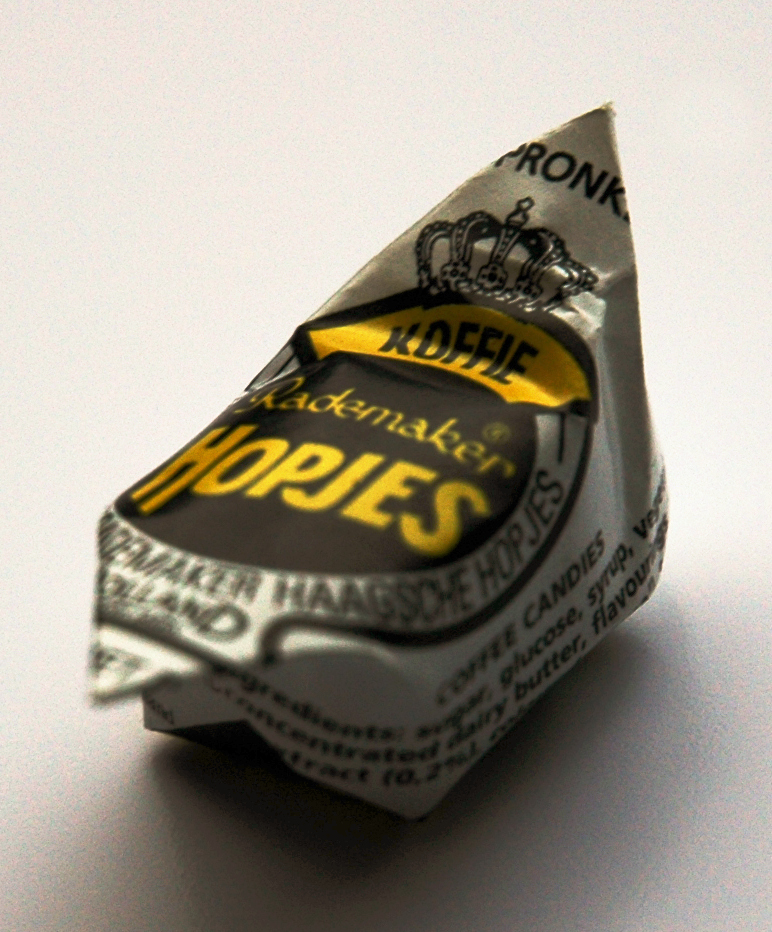
Hopje.
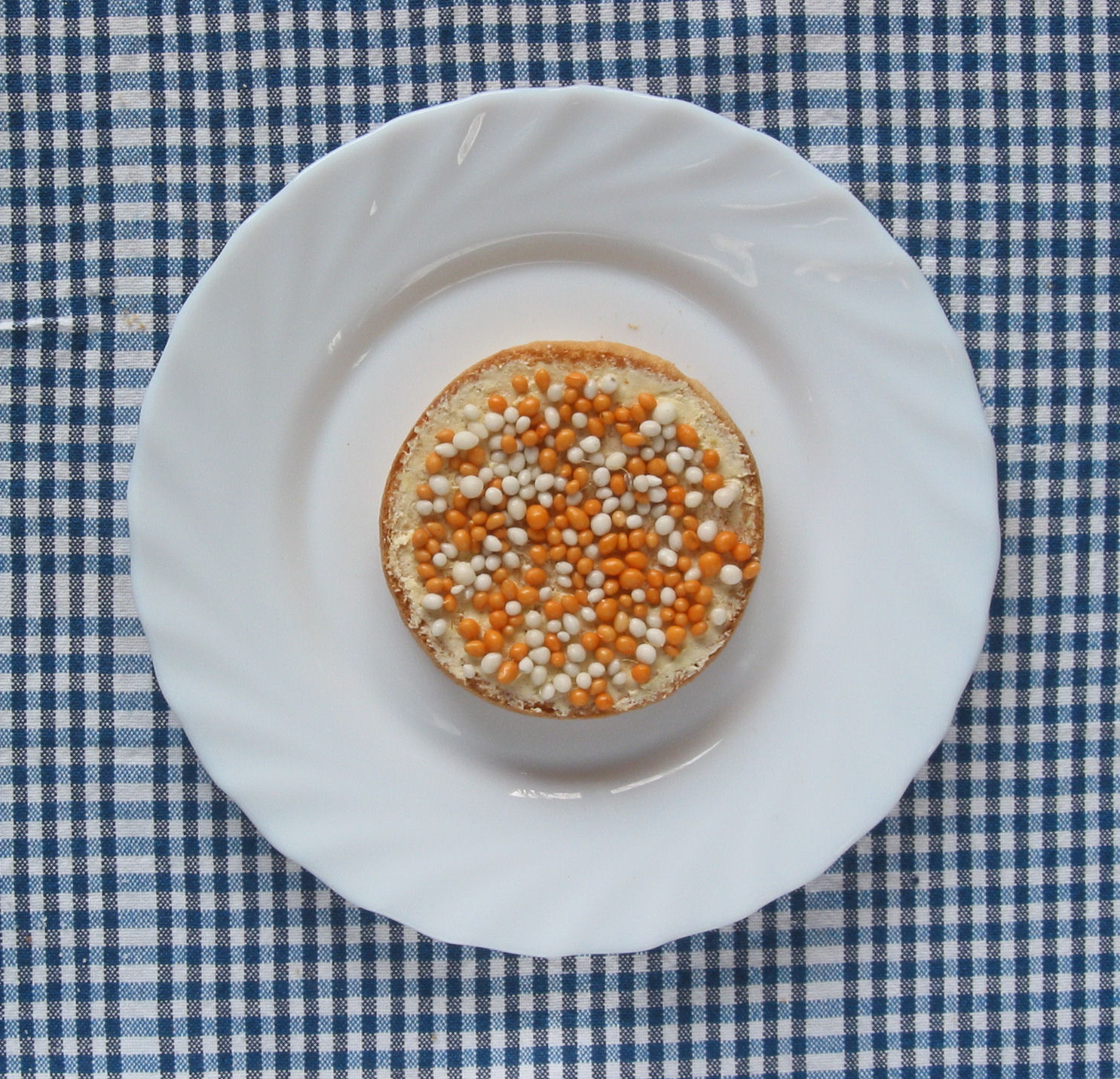
Beschuit avec muisjes.
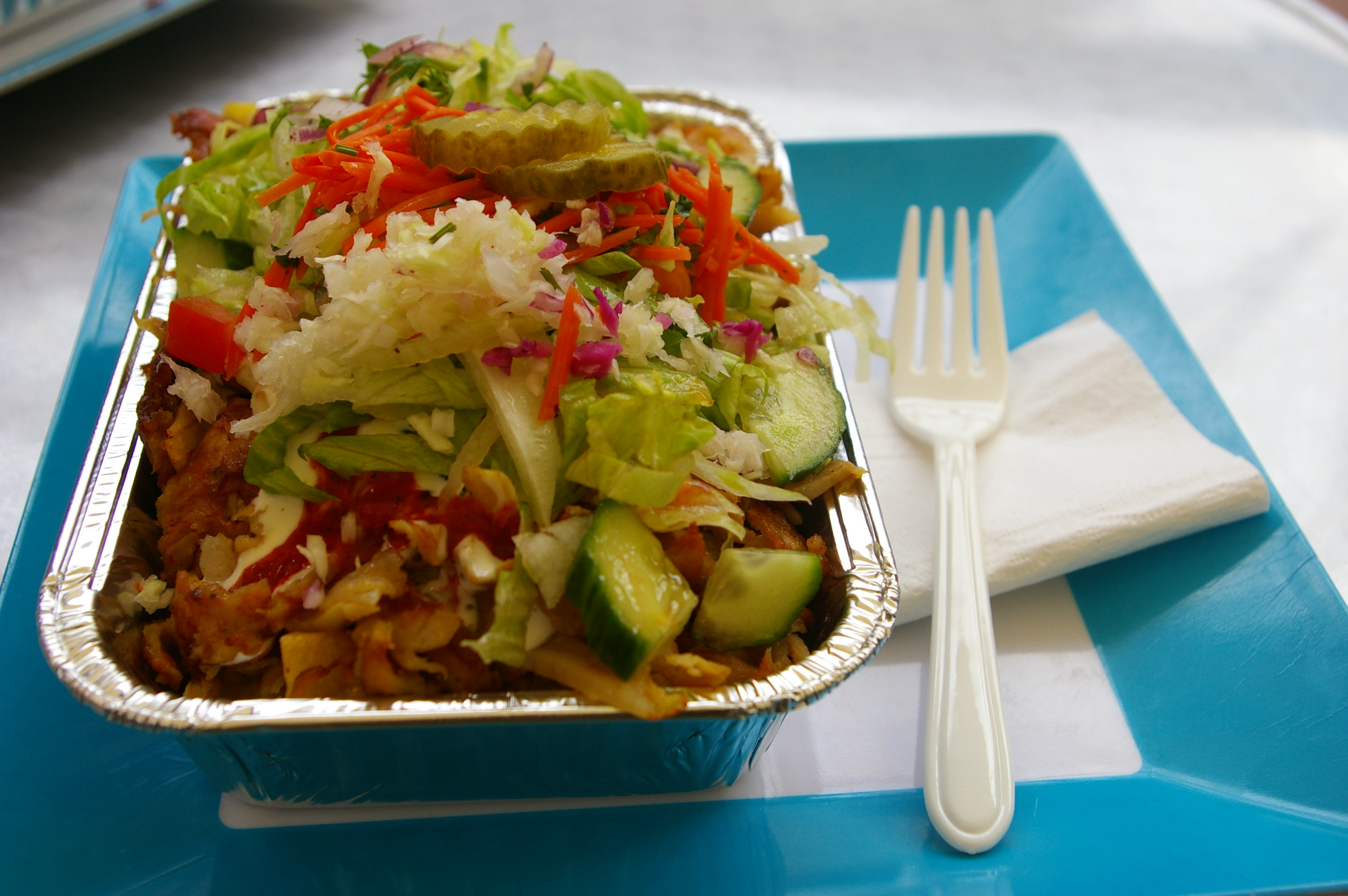
Kapsalon
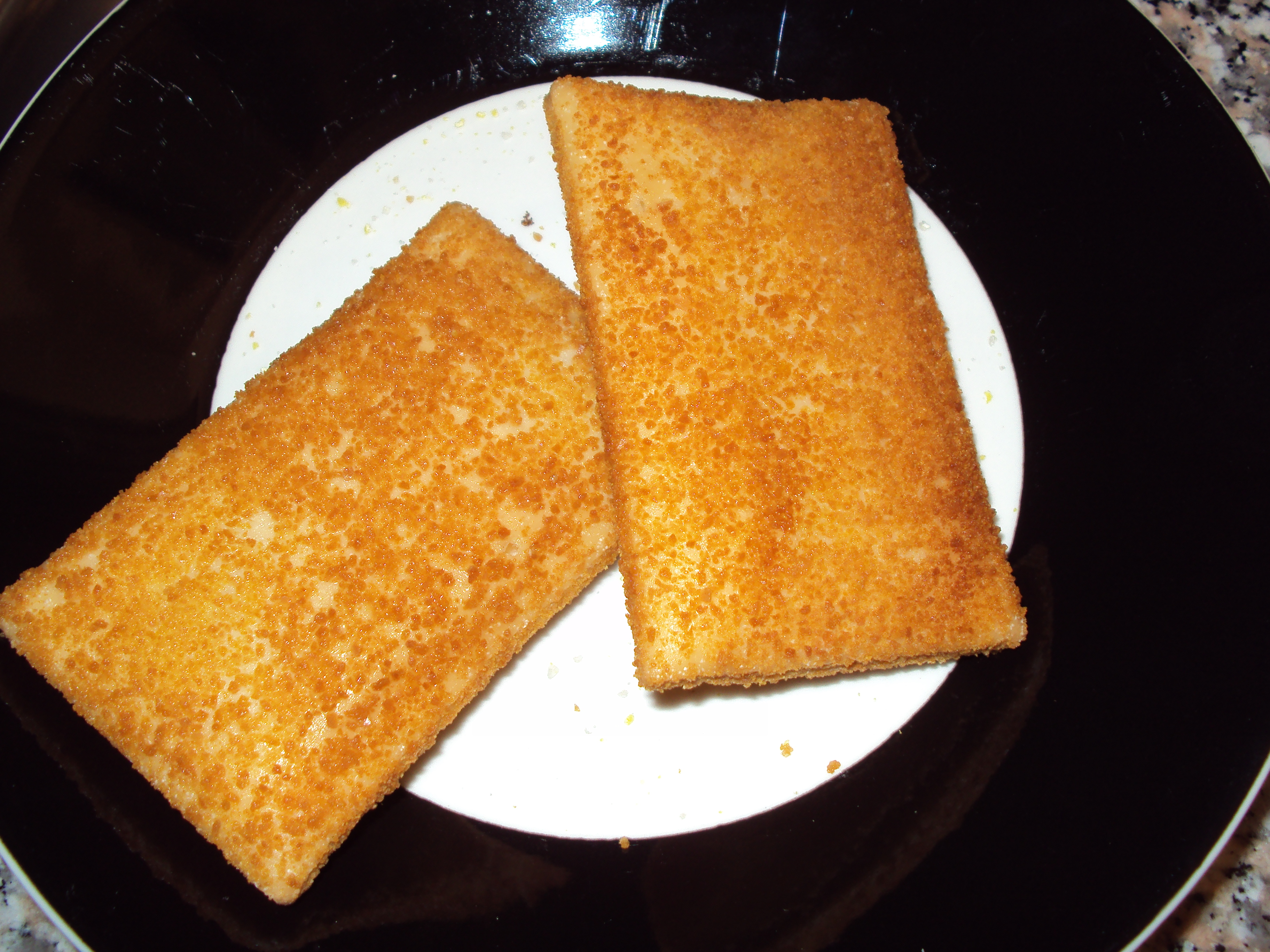
Kaassoufflé.